# Petrus Laurentius Regout
Petrus Laurentius Regout, ook wel Petrus Dominicus Laurentius Regout, Petrus (I), Pieter, Pierre of Pie Regout, bijgenaamd "meneer Pie", "d'n awwe Rigo", of "de pottekeuning" (Maastricht, 23 maart 1801 – Meerssen, 18 februari 1878), was een Nederlands industrieel en politicus. Hij geldt als de pater familias van de Maastrichtse ondernemersfamilie Regout en was de grondlegger van de kristal-, glas- en aardewerkfabriek P. Regout & Co. / De Sphinx (1834-2009).

## Levensloop
Petrus Regout stamde uit een Maastrichtse koopmansfamilie, die sinds het einde van de 17e eeuw actief was in de glas- en aardewerkhandel. Zijn vader Petrus Leonard Regout (1765-1814) had een handel in huishoudelijke artikelen van glas, aardewerk en porselein in de Muntstraat, later in de Nieuwstraat in Maastricht. De jonge Pie Regout volgde te Maastricht voortgezet onderwijs aan het Collège Maastricht, maar ging begin maart 1815 van school af, twee weken voor zijn 14e verjaardag. Voortaan werkte hij mee in het bedrijf dat door zijn moeder Maria Gertrudis Nijsten (1766-1835) was voortgezet. Vanaf zijn achttiende dreef zijn moeder als vanouds de winkel en oriënteerde Petrus Regout zich vooral op de groothandel. Hij liep stage in Wallonië, en betrok later producten uit het nabij gelegen Luik en omgeving. Regout voegde aan de winkel in 1825 een kleine kristalslijperij toe, aanvankelijk gevestigd in de Jodenstraat. De grondstoffen daarvoor betrok hij van de dicht bij Luik gelegen glasfabriek Val-Saint-Lambert.

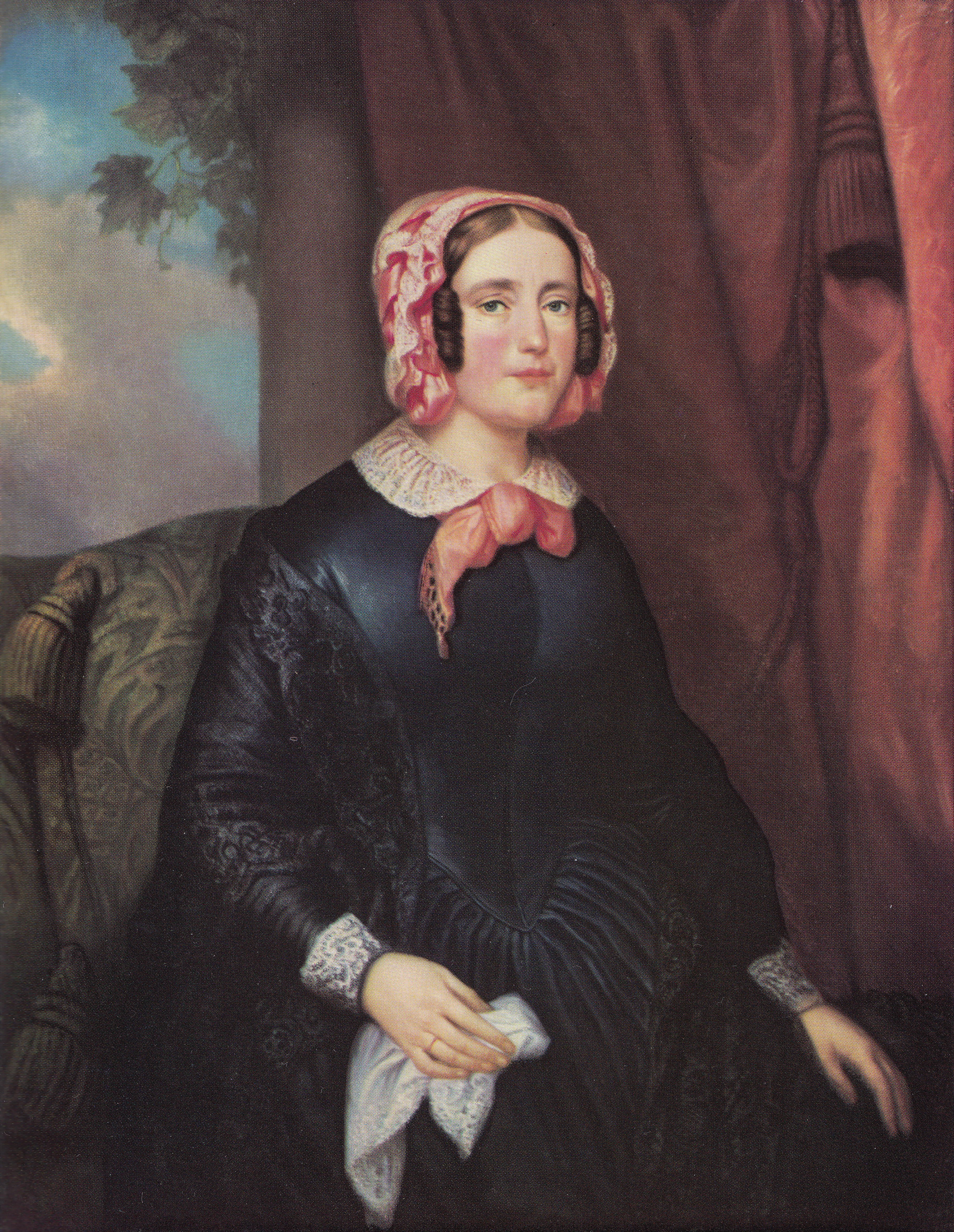
Aldegonda Hoeberechts, door Théodore Schaepkens, ca. 1830

In 1825 huwde Petrus Regout de enkele jaren oudere Maria Aldegonda ("Gonneke") Hoeberechts (1798-1878). Het echtpaar zou tien kinderen krijgen, zes zonen, van wie er een als peuter overleed, en vier dochters (zie hieronder: 'Nakomelingschap'). Aldegonda kwam uit een welgestelde familie van hoedenmakers en bracht een aanzienlijke bruidsschat mee, die in het bedrijf werd geïnvesteerd. Een jaar later verhuisde het jonge gezin naar een groot pand in de Boschstraat, recht tegenover de in hetzelfde jaar gereed gekomen binnenhaven Bassin, het eindpunt van de Zuid-Willemsvaart. Deze locatie bewees zich door de gunstige ligging voor de binnenscheepvaart als ideaal voor de beginnende onderneming.
Onder de druk van het economische isolement waarin de stad gedurende de ruim drie jaar durende Blokkade van Maastricht na de Belgische Revolutie van eind augustus 1830 verkeerde, wist Regout in korte tijd de basis te leggen voor een industrieel imperium. Aangezien de Nederlandse regering een importverbod op Belgische producten had ingesteld, begon Regout noodgedwongen het benodigde glas voor zijn kristalslijperij zelf te vervaardigen. In 1834 kocht hij een stoommachine en wierf hij slijpers aan uit Wallonië en Frankrijk. Aldus begon hij aan de Boschstraat een 'stoom-glasfabriek'. Nog in datzelfde jaar richtte hij samen met zijn broer en zwager de nog altijd bestaande spijker- en draadnagelfabriek Thomas Regout op.
In 1835 stierf Maria Nijsten en liet aan elk van haar drie zonen 35.000 gulden na, een voor die tijd aanzienlijk bedrag, dat Petrus in staat stelde verdere investeringen te doen. Een ander deel van Regouts fortuin stamde eveneens uit het begin van zijn carrière als ondernemer. Omstreeks 1847 deed zich namelijk een landelijke recessie voor. In plaats van zijn productie te verminderen, nam Regout – die de recessie van korte duur achtte – een risico en liet zijn fabrieken door produceren. Hij bouwde aldus een grote voorraad op en kon die later vanwege de ontstane schaarste tegen een hogere prijs verkopen. Deze vooruitziende blik zou een van de pijlers vormen van zijn fortuin. Ook had hij de durf om op gezette tijden grote - ook persoonlijke - financiële risico's te nemen, speculaties die vaak een positief resultaat hadden.

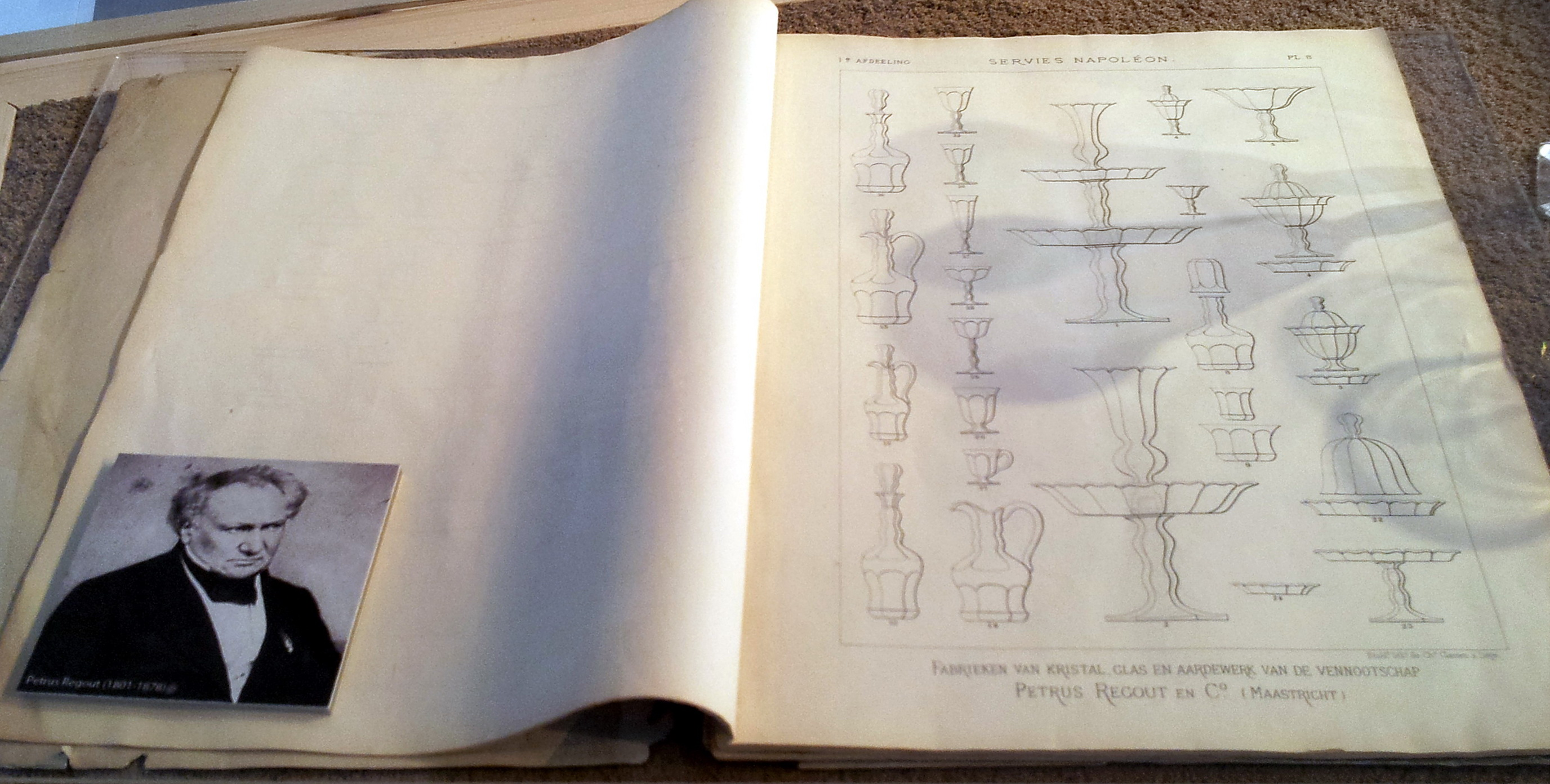
Glas- en kristalcatalogus, 19e eeuw

In 1836 richtte Regout de later zo bekend geworden aardewerkfabriek op en in 1838 opende hij een glasblazerij. Ook was hij medeoprichter van een geweerfabriek (1846), een gasfabriek (1847), in 1850 de papierfabriek van Lhoëst (de latere Koninklijke Nederlandse Papierfabrieken KNP) en de Aken-Maastrichtsche Spoorweg-Maatschappij (1845-1847). Al deze ondernemingen kwamen tot stand in samenwerking met een of meer compagnons. Zo werd Regout de eerste grootindustrieel van Nederland, en Maastricht de eerste Nederlandse stad waar zich een industriële omwenteling voltrok.

### Internationale markt
Regout is echter groot geworden door het leveren van gebruiksaardewerk op de internationale markt. Vanaf het eerste moment dat hij begon te produceren, bewoog hij zich 'over de grens'. Enerzijds trok hij gespecialiseerde aardewerkers aan uit Wallonië en Engeland, anderzijds exporteerde hij zijn goederen. Aanvankelijk bleef hij nog dicht bij huis. Afzet in België was te verwachten; tenslotte had hij daar al eerder contacten, mede door de stages die hij er had gelopen. Uiteindelijk handelde hij echter op de wereldmarkt. Reclame maken was daarbij een voorwaarde. Hij nam vanaf 1834 en 1841 deel aan lokale en nationale tentoonstellingen van nijverheid en kunst, en in 1851 hoorde hij bij de weinige Nederlanders die exposeerden tijdens de wereldtentoonstelling, in het Cristal Palace te Londen. Na deze eerste wereldtentoonstelling zouden er nog vele volgen, waarbij de inzending niet tot uitsluitend gebruiksaardewerk beperkt bleef.
Serviesgoed van Regout belandde in heel Europa, in de Nederlandse koloniën, Ceylon, India, Taiwan, het vasteland van China en de eilanden van Japan. Sommige producten werden in opdracht gemaakt. Zo bestelde een Javaanse vorst een bord met daarop het fotoportret van zijn overleden echtgenote. Toen zij naar Javaans gebruik honderd dagen na de crematie feestelijk werd herdacht, kregen de honderden genodigden een exemplaar van dit bord met portret en opdracht ten geschenke. Voor de Amerikaanse markt verscheen onder meer een servies met afbeeldingen uit het leven van de winnaar van de Amerikaanse Burgeroorlog, Abraham Lincoln, waaronder een tekening van de blokhut waarin hij was geboren en een portret als 16e president van de Verenigde Staten.
In 1853 werkten er bij de firma Regout meer dan duizend arbeiders. Tien jaar later, in 1863, was dat aantal verdubbeld tot meer dan tweeduizend. In datzelfde jaar kocht Regout van de gemeente het aanpalende terrein van het voormalige Penitentenklooster, waardoor hij zijn bedrijf binnen het keurslijf van de vestingstad verder kon uitbreiden. Inmiddels waren zijn vijf zonen in de leiding opgenomen, maar Petrus Regout bleef tot 1870 aan het hoofd van zijn zelfgeschapen glas- en aardewerkimperium staan. Hij legde zich daarbij meer en meer toe op het verkennen van nieuwe markten.

### Overdracht aan de zonen
In september 1870 werd het bedrijf omgezet in een v.o.f., waarbij de drie zonen die nog actief bij de zaak betrokken waren (Pierre, Louis en Eugène), naast hun salaris een aandeel in de winst kregen. Volgens de statuten bezat de vader drie stemmen, de zonen elk één stem. Bij afwezigheid van Petrus sr. konden de handtekeningen van twee zonen die van de vader vervangen.
Regout trok zich in 1870 vanwege zijn verslechterende gezondheid uit het bedrijf terug en vestigde zich definitief op het landgoed Vaeshartelt. In 1875 werd zijn echtgenote Aldegonda Hoeberechts zijn gevolmachtigde. Hij overleed in februari 1878 op 76-jarige leeftijd op Vaeshartelt. Aldegonda en hun tweede zoon, Edouard, volgden hem nog datzelfde jaar. Hun stoffelijk overschot werd bijgezet in het familiemausoleum aan de Markt van Meerssen, gelegen naast de basiliek van Meerssen.

## Arbeidershuisvesting en politieke tegenwerking
De Belgische Opstand (1830-1839) leidde in Maastricht een periode van stilstand en recessie in. De aanvankelijke bloei na de Franse Tijd (1794-1814) kreeg een knauw met de uitstroom van intellectuelen en leidende figuren naar het nieuwe Koninkrijk België. In de enigszins vastgelopen en kleinsteedse vestingstad Maastricht was Regout een van de weinigen met visie en energie. Veel van zijn ideeën zouden later echter strandden door kortzichtigheid, of onderlinge politieke strijd.
Regout had al in de jaren 1850 plannen om binnen de vestingmuren, maar buiten zijn fabrieksterrein, woningbouw voor arbeiders te realiseren, onder meer op het terrein van de verlaten kazerne bij de Lindenkruispoort. Er is niets van gekomen. Veel van dergelijke gronden waren rijks- of gemeentelijk bezit en het gemeentebestuur wees zijn aanvragen consequent af. Als Regout woningen voor zijn arbeiders wilde bouwen, moest hij dat maar doen op het eigen fabrieksterrein. Daar verrees dan ook aan de Maagdendries, in de tuin van de voormalige Andrieskapel, een aantal arbeidershuisjes.
Voor de in 1864 door hem gebouwde Cité Ouvrière, in de volksmond De Groete Bouw (het grote huis) genoemd, kreeg Regout aanvankelijk lof toegezwaaid. De Cité Ouvrière was een complex van 40 tweekamerwoningen voor arbeiders, elk circa 60 vierkante meter groot, en enkele eenkamerwoningen voor ongehuwden. Het gebouw was gelegen in de Sint Antoniusstraat, die op de Boschstraat uitkwam ter hoogte van de monumentale fabriekspoort. Regout had het idee opgedaan door bezoek aan soortgelijke huisvesting in Waals België. Door het gebrek aan ruimte binnen de muren van de vestingstad Maastricht was hij in tegenstelling tot de ruimtelijke opzet in het buitenland genoodzaakt in de hoogte te bouwen. Mede daardoor zou het comfort achterblijven bij wat in België mogelijk was. De Cité Ouvrière was de eerste vorm van gerichte arbeidershuisvesting in Maastricht en een van de eerste in zijn soort in Nederland.
Omstreeks 1900, bijna een kwart eeuw na Regouts overlijden, was het gebouw overbevolkt. De oorspronkelijk tweekamerwoningen waren opgedeeld in 70 eenkamerwoningen en er woonden ruim 350 personen in het gebouw, dat daar nooit op berekend was.
Het liberale gemeentebestuur onder leiding van de ondernemer (zeepzieder) Willem Hubert Pijls (of Pyls) (1819-1903), van 1851-1900 raadslid, wethouder en langjarig burgemeester, en de brouwer-wethouder Michaël Marres (1826-1898), werkte de conservatieve Petrus Regout jarenlang consequent tegen. Ook van Regouts aanbod om via leidingen gas en water aan de stad te leveren (1848/1850), wilde zijn tegenstrever, de liberale burgemeester Pijls, niets horen. Tien jaar later realiseerde deze een eigen gasfabriek voor de stad (1858), ten koste van Regout. Een eerste aanleg van gemeentelijke waterleiding kwam eerst in 1885-1887 tot stand. De animositeit was wederzijds; de strijd werd in de jaren 1860-1870 uitgevochten in de lokale pers: de liberale krant Le Courrier de la Meuse (de spreekbuis van Pijls en consorten) met haar 'scheldblad', het Weekblad voor Limburg, en de door Regout gefinancierde tegenhanger, de in Maastricht uitgegeven l'Ami du Limbourg.

## Betekenis als ondernemer
Een evenwichtige evaluatie van de ondernemer en werkgever Petrus Regout is niet eenvoudig, omdat een gedegen (moderne) biografie ontbreekt. Daarnaast is de perceptie van zijn rol in de sociale geschiedenis van Maastricht en Nederland in de afgelopen 150 jaar sterk aan schommelingen onderhevig geweest. Na aanvankelijke erkenning vanuit socialistische hoek, werd verguizing van linkerzijde zijn deel in de jaren 1930-1980 (zie hieronder). De laatste decennia heeft een rehabilitatie plaats gevonden op economisch gebied en wordt Regout door nieuw onderzoek meer en meer gezien als een pionier op het gebied van de industrialisatie, de eerste industrieel in Nederland.

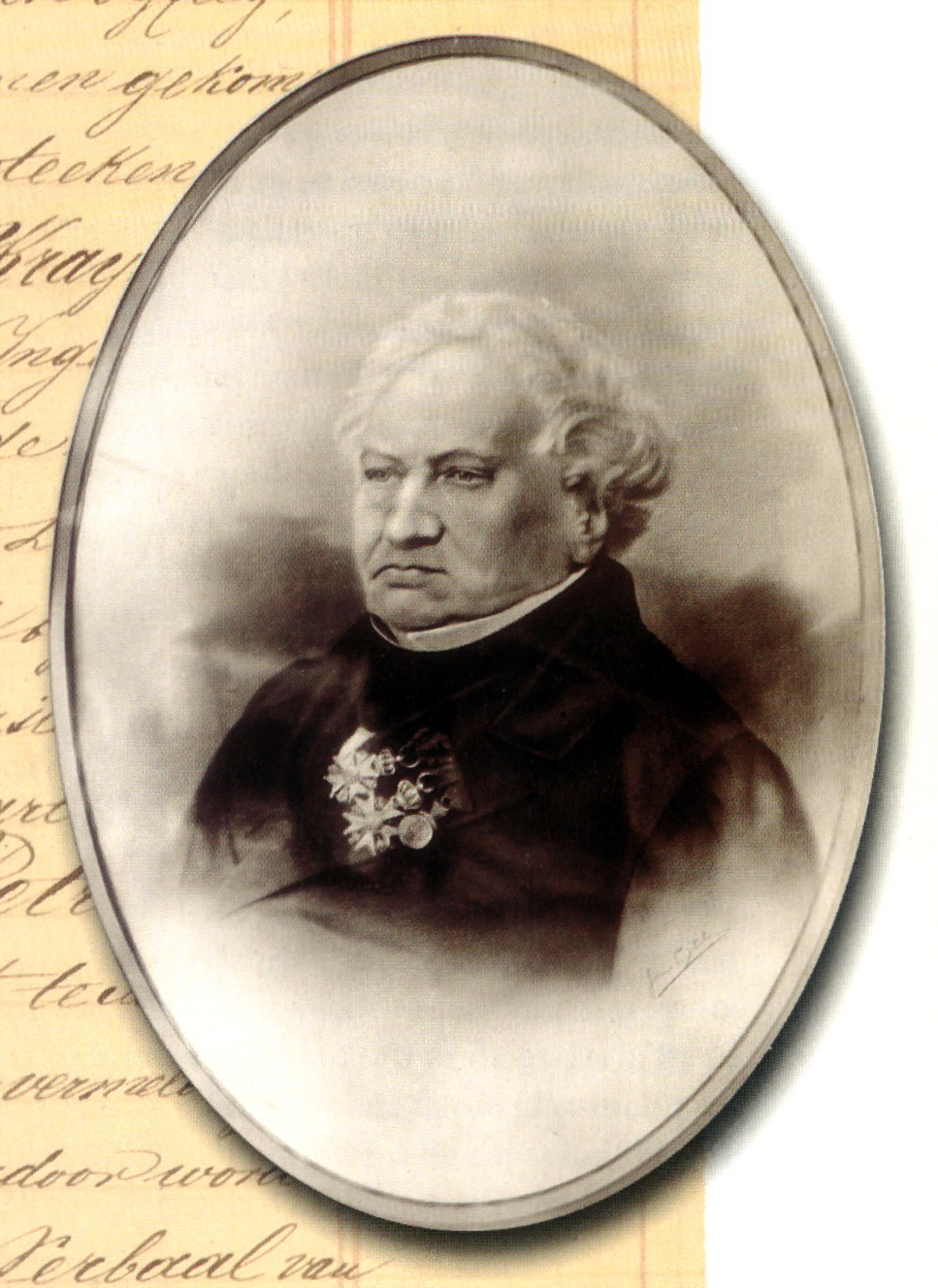
Petrus Regout op gevorderde leeftijd, ca. 1870

Regout zag als jonge ondernemer begin jaren 1830 de mogelijkheden van de politieke en economische omstandigheden in het door de Belgen belegerde Maastricht. Hij ontpopte zich tijdens de Belegstaat (1830-1839) en daarna als een hard werkende initiatiefnemer, een man met visie, die anderen met enig kapitaal er warm voor kon maken dat kapitaal in te zetten voor de financiering en vestiging van diverse ondernemingen. Hij durfde het aan soms grote, ook persoonlijke, financiële risico's te nemen en zag zo'n initiatief vaak omgezet in structurele economische winstgevendheid.
Politiek en religieus gezien was Petrus Regout met veel anderen in het toenmalige politieke spectrum conservatief, gehecht als hij was aan koning en paus. Hij leefde in een periode waarin het liberalisme van Thorbecke streed met het conservatisme dat in veel protestante en katholieke kringen leefde. Als politiek betrokken man van zijn tijd, publiceerde hij in 1858 een traktaat over Pauperisme en industrie, waarin hij de industrie voorstelde als een instrument om verpaupering te bestrijden, een zienswijze die in de eerste decennia van de Nederlandse industrialisatie niet ongewoon was. Voor het eerst na de afschaffing in de Franse Tijd van het leerlingen- en gezellenstelsel, kregen arbeiders immers weer een kans op vast werk tegen een vast loon. Niet voor niets verlieten in Nederland velen het platteland om naar de fabriek in de stad te trekken. Dat dat loon en ook de materiële omstandigheden zouden achterblijven bij de maatschappelijke ontwikkelingen, zou eerst later blijken. Onderwijs en gezondheidszorg – allebei verworvenheden van de late negentiende eeuw – werden in Regouts geschrift verspreid genoemd. In zijn optiek en die van velen van zijn tijdgenoten, werd werk voldoende beloond met loon voor voedsel en onderdak. Onderwijs en gezondheidszorg waren van oudsher het terrein van religieuze instellingen en burgerlijke liefdadigheid, waarmee de liberale overheid en de werkgevers zich niet bemoeiden.
Anderzijds kan de verhouding van Petrus Regout tot zijn arbeiders gekenmerkt worden als uitgesproken paternalistisch in de zin van zorgzaamheid voor mensen die van hem afhankelijk waren: de arbeiders en overig personeel. Zo richtte hij voor hen een ziekenkas op (een soort ziekteverzekering toen zulke verzekeringen nog niet bestonden) en in 1842 een harmonieorkest, de Société l'Harmonie des Ouvriers Réunies (= Harmoniegezelschap De Verenigde Werkers). Ook deed hij wat hij kon voor de huisvesting van zijn personeel, hetzij op het fabrieksterrein, hetzij in de stad. Typerend voor de verhouding tot zijn arbeiders was, dat bij gelegenheid van zijn gouden huwelijksfeest in 1875 het voltallige personeel met gezin en al, dus vele duizenden sterk, werd uitgenodigd voor een feestdag op Vaeshartelt. Zijn arbeiders bleven echter in zijn ogen een klasse mensen die leiding nodig had, ook toen bij anderen allengs de gedachte post vatte, dat het werkvolk misschien ook wel een eigen inbreng kon hebben. Op het moment dat hij zich in 1870 terugtrok uit de dagelijkse leiding van zijn bedrijf, begon in de hogere kringen van de maatschappij langzaam het besef door te dringen dat de massale verpaupering van arbeiders door de industriële revolutie een maatschappelijk probleem was, dat opgelost of verzacht kon worden, de 'sociale kwestie'. De oude Regout heeft deze ontwikkelingen hoogst waarschijnlijk niet meer kunnen volgen, zelfs niet meer meegemaakt. Ook over de oprichting van de eerste socialistische politieke partij in Nederland, tien jaar later, heeft hij mogelijk niet meer ervaren.

## Maatschappelijke functies en politieke carrière
- In 1844-1852 was Regout lid van de Kamer van Koophandel en Fabrieken, toen een select gezelschap van industriëlen.[21]
- Van 1849 tot 1859 was hij lid van de Eerste Kamer.
- Van 1851 tot 1853 was hij tevens gemeenteraadslid te Maastricht.
- Van 1861 tot 1865 was Regout mede-oprichter en eerste voorzitter van de Vereeniging van en voor Nederlandsche Industrieelen, gevestigd te Den Haag en opgericht in december 1861.[4]

Politiek gezien maakte Petrus Regout zich in de Eerste Kamer sterk voor handelsprotectie in het door twee grenzen omgeven Limburg. Ook keerde hij zich tegen de ongelimiteerde aftapping van Maaswater door België, waardoor de vaak toch al lage waterstand van deze regenrivier leidde tot tekorten in Maastricht en verder stroomafwaarts. Omstreeks 1860 ageerde hij tevergeefs tegen de aanleg door Staatsspoorwegen van de spoorlijn Maastricht-Beek/Elsloo over een vanwege 'drijfzand' (opgehoogd zand) gevaarlijk traject. Wanneer hij naar het Noorden moest, stapte Regout dan ook steevast pas in de trein op het station van het dorp Bunde, dat vanuit Vaeshartelt gemakkelijk bereikbaar was. Hij had geen ongelijk. Ruim dertig jaar later, in september 1892, kalfde tachtig meter van het betreffende talud af en stortte met rails en al enkele tientallen meters omlaag. Gelukkig reed er op dat moment geen trein langs.
Na zijn afscheid van de landelijke politiek (1859) wijdde Regout zich aan de verdediging van de Limburgse belangen, maar ook aan die van zichzelf en zijn collega-industriëlen. Hij publiceerde tal van brochures over actuele vraagstukken.

## Onderscheidingen
Petrus Regout was commandeur in de Orde van Sint-Gregorius de Grote (1869), een door het Vaticaan verleende onderscheiding. In 1871 benoemde de patriarch van Jeruzalem hem tot commandeur in de Orde van het Heilig Graf van Jeruzalem, eveneens een rooms-katholieke ridderorde.
Hij was tevens ridder in de Orde van de Nederlandse Leeuw (1840) en van het Franse Légion d'Honneur (1843), Ruim twintig jaar later werd hij drager van de Gouden Medaille 1e klas van België (1864). Hij bezat het ridderkruis 1e klas van de Orde van de Leeuw van Zähringen (1870) en de Bey van Tunis benoemde hem tot grootofficier 1e klas in de Orde van Nichan Iftikar (1873).
Behalve deze onderscheidingen vielen Petrus Laurentius Regout nog tal van andere eerbewijzen ten deel. Koning Willem II was bijvoorbeeld doopgetuige van zijn laatste kind, Wilhelmina Aldegonda Hubertina Regout (1841). Hij ontving tal van geschenken, onder meer van koning Willem III en uit Japan. Veel van dergelijke gegevens zijn terug te vinden in het Album dédié à mes enfants et mes amis (1868).

## Maatschappelijke acceptatie
Petrus Regout is wel weggezet als een nouveau riche, die niet zou zijn geaccepteerd door de Maastrichtse samenleving. Dat is gezien zijn industriële, maatschappelijke en politieke carrière, en die van zijn kinderen (zie hierna), een aantoonbaar onjuiste voorstelling van zaken. In Maastricht was hij onder meer lid van de Sociëteit Momus, een bloeiende, in 1839 door deels jonge Maastrichtse notabelen opgerichte, en in de tweede helft van de negentiende eeuw toonaangevende herenvereniging. Het is wel mogelijk dat hij, zoals andere leden van Maastrichtse families uit de hogere middenstand, in kringen van de Hollandse officieren- en ambtenarenclub, de Groote Sociëteit, om zijn burgerlijke afkomst en gebrek aan academische vorming werd genegeerd. Door het ontbreken van ledenlijsten uit die periode is dat niet meer na te gaan.
Zoals tal van patriciërs, ondernemers en industriëlen in den lande heeft ook Petrus Regout een poging gedaan om zijn grote verdiensten voor het vaderland erkend te zien in de vorm van een verheffing in de adelstand. In de negentiende eeuw stond het iedereen vrij een aanvraag hiervoor in te dienen bij het kabinet van de koning. Nu was Regout in de jaren 1840 bevriend geweest met de in 1849 gestorven koning Willem II, maar hij deed zijn aanvraag eerst in 1873, nadat hij een wereld omvattend concern had gesticht en aan het eind van zijn werkzame leven was gekomen. De verheffing van industriëlen in de adelstand was in Nederland geen regel, maar kwam incidenteel wel voor. Zo werd één tak van de katholieke fabrikantenfamilie Smits van Eckart, waaraan de Regouts later geparenteerd raakten, in 1841 met de titel jonkheer in de adelstand verheven. De Hoge Raad van Adel heeft in het geval van Regout de toenmalige koning Willem III, met wie hij op goede voet stond, negatief geadviseerd. Voornaamste bezwaar van de heren was, dat Regout zich in zijn levenswandel te weinig had geconformeerd aan wat ook nu nog wel wordt genoemd: OSM-ers, 'ons soort mensen'. In de woorden van de historica Douma: 'Men beschouwde Regout als een parvenu. Het prestige, "de luister" van de adel, was in het geding en daarom adviseerde men negatief.' De kunsthistoricus Aart Mekking wijst er echter op, dat veel kritiek op de staat die Regout voerde, terug te voeren is op de eeuwenoude Hollandse (protestantse) koopmansmentaliteit, die wezensvreemd was aan het moderne ondernemerschap in het katholieke zuiden. Wanneer Regout wordt beoordeeld in relatie tot zijn collega's, de moderne ondernemers in het Waalse en Pruisische/Akense industriebekken, (die wél op grond van hun economische verdiensten door de Belgische en Pruisische overheid werden geadeld), blijkt dat eenzelfde etalering van fabriekspotentieel en rijkdom niet alleen met vergelijkbare trots werd gepresenteerd, maar dat deze zelfs als een vorm van reclame noodzakelijk werd geacht voor een succesvolle bedrijfsvoering. De oude bestuurlijke elites, die tijdens het ancien régime generatieslang de grote steden in Nederland hadden 'geregeerd', verging het trouwens niet of nauwelijks beter dan Regout.
Overigens kan Petrus Regout een zekere neiging om zijn licht niet onder de korenmaat te willen stellen, niet worden ontzegd. Het is goed mogelijk dat deze karaktertrek op latere leeftijd, toen zijn geestelijke gezondheid afnam en hij zich steeds minder met het bedrijf kon bemoeien, sterker naar voren kwam. Omstreeks 1867 liet hij een album vervaardigen met kleurenlitho's van zijn huizen, buitens, fabriekscomplex, onderscheidingen en andere eerbewijzen. Het platenboek was een bevestiging van zijn leven, zijn prestaties, waarop hij terecht trots mocht wezen. Het Album dedié à mes enfants et mes amis was een geschenk voor zijn kinderen en enkele vrienden, geen grootse manifestatie van zijn rijkdom naar de buitenwacht toe. Omdat er verschillende exemplaren bewaard zijn gebleven, raakte het later in brede kring bekend en is het wel veroordeeld als een blijk van grote ijdelheid.
Iets dergelijks geldt voor een geschilderd portret uit 1849, waarvan de litho later werd aangepast, en dat Regout toont in wat wel 'een vorstelijke pose' wordt genoemd. Deze houding bij het portretteren zou het ultieme bewijs zijn voor een veronderstelde grootheidswaan. Wie echter de moeite neemt om zich wat te verdiepen in de beeldcultuur van de achttiende en negentiende eeuw, zal tot de conclusie komen, dat de zogenaamd vorstelijke pose met de wijzende vinger of hand naar iets dat op een bureau of tafel ligt, ook te zien is op schilderijen van architecten, kasteelheren, bisschoppen en fabrikanten.
Een litho van Regout te paard, als commandant van een voor de gelegenheid door de burgerij samengestelde erewacht bij de ontvangst van koning Willem II (1842), is evenmin specifiek een uiting van ijdelheid. Het exemplaar met Regout erop is er slechts een van een hele reeks vergelijkbare afbeeldingen van leden van erewachten te paard, te Maastricht en elders. Er waren begin negentiende eeuw nu eenmaal weinig andere mogelijkheden om zich te laten portretteren en waarom zou men een belangrijke gebeurtenis niet mogen laten vastleggen? Gelukkig heeft Regout nog de opkomst meegemaakt van de fotografie. Er bestaan verschillende carte de visite-portretten van hem, al dan niet in ambtskostuum en/of getooid met onderscheidingen. Die portretten tonen een oude(re), minder heroïsche, 'dus' minder belangrijke Regout, en dat lijkt in sommige kringen welkom te zijn.

## Een onverdiende slechte naam
Petrus (I) Laurentius (Pie) Regout (1801-1878) en zijn oudste zoon en opvolger Petrus (II) Alexander (Pierre) Regout (1828-1897) zijn in het verleden vaak met elkaar verwisseld, wat in de jaren 1930 en later leidde tot verguizing van de vader en in het verlengde daarvan, van alle Regouts. Het is echter niet de oude Pie Regout die verantwoordelijk is voor de slechte reputatie van het familiebedrijf, maar de tweede generatie - de oudste zoon Pierre met zijn broers Louis en Eugène - en dat begon al eind negentiende eeuw. De harde en cynische uitspraken die Pierre Regout deed tijdens zijn verhoor voor de parlementaire enquête naar de toestand in fabrieken en werkplaatsen (1887) hebben daarvoor de toon gezet. De naamsverwisseling heeft ertoe geleid dat de toen reeds lang overleden Petrus (I) (Pie) Regout tot zondebok werd gebombardeerd voor alle sociale ellende, die in Maastricht het gevolg was van de snelle industrialisatie. Daarbij werd en wordt stelselmatig vergeten, dat dezelfde sociale problemen die in Maastricht speelden, zich evenzeer voordeden in andere Nederlandse en buitenlandse industriesteden. Afgezien van de vraag, of de oude Pie Regout tot zijn terugtreden in 1870 een moedwillig slechte behandeling van zijn arbeiders kan worden aangewreven, wijzen historici als Knotter en Van Iterson er op, dat men de negentiende-eeuwse industrieel Petrus (I) Regout niet mag meten met moderne maatstaven. Onze hedendaagse criteria voor 'goed ondernemerschap' zijn anders dan die golden in zijn tijd.
In 1907 stelde de SDAP-politicus Servaas Baart tijdens een landelijk congres over arbeidstijden, dat de bij 'Regout' werkende glasblazersleerlingen (bedoeld werd NV De Sphinx) van hun kosthuis via een tunneltje onder de Boschstraat naar de fabriek werden gevoerd en feitelijk gevangen werden gehouden. Deze aantijging is door de katholieke politicus Piet Aalberse en vanuit de eigen socialistische hoek meteen ontkracht, maar onder de Maastrichtse bevolking bleef het sensationele verhaal over de 'uitbuiting van kinderen' als een hardnekkige mythe standhouden. Mede om die reden behield De Sphinx tot ver in de twintigste eeuw een slechte naam.
De onverdiende slechte reputatie van Petrus (I) Regout stoelt echter mede op het in 1934 verschenen boek  'Een eeuw modern kapitalisme. De Regouts. Leed en strijd van Maastricht's proletariaat' , van de socialistische politicus Michaël Ubachs, die fel uithaalt tegen 'Regout', De Sphinx en de zijns inziens verblinde arbeiders die de oude Pie Regout zo hoog hadden. Terwijl in 1905 tijdens de grote historische optocht het door werknemers van De Sphinx vervaardigde standbeeld van de oude Pie Regout, omringd door figuranten van de aan de Sphinx verbonden toneel-en muziekverenigingen, nog op een praalwagen door de stad werd gereden, als laatste in een reeks van grote, voor Maastricht belangrijke historische figuren, was hij dertig jaar later ineens verworden tot de verpersoonlijking van kapitalistische uitbuiting. Pogingen in 1958 om voor hem op de Markt een standbeeld op te richten, stuitten op weerstand van hoog tot laag, inclusief de toenmalige burgemeester Willem baron Michiels van Kessenich (1902-1992). Het standbeeld voor Regout is er uiteindelijk in 1965 gekomen, nog tijdens de lopende ambtstermijn van burgemeester Michiels van Kessenich. Het werd geplaatst op gemeentegrond, vóór de fabrieksgebouwen aan de Boschstraat.

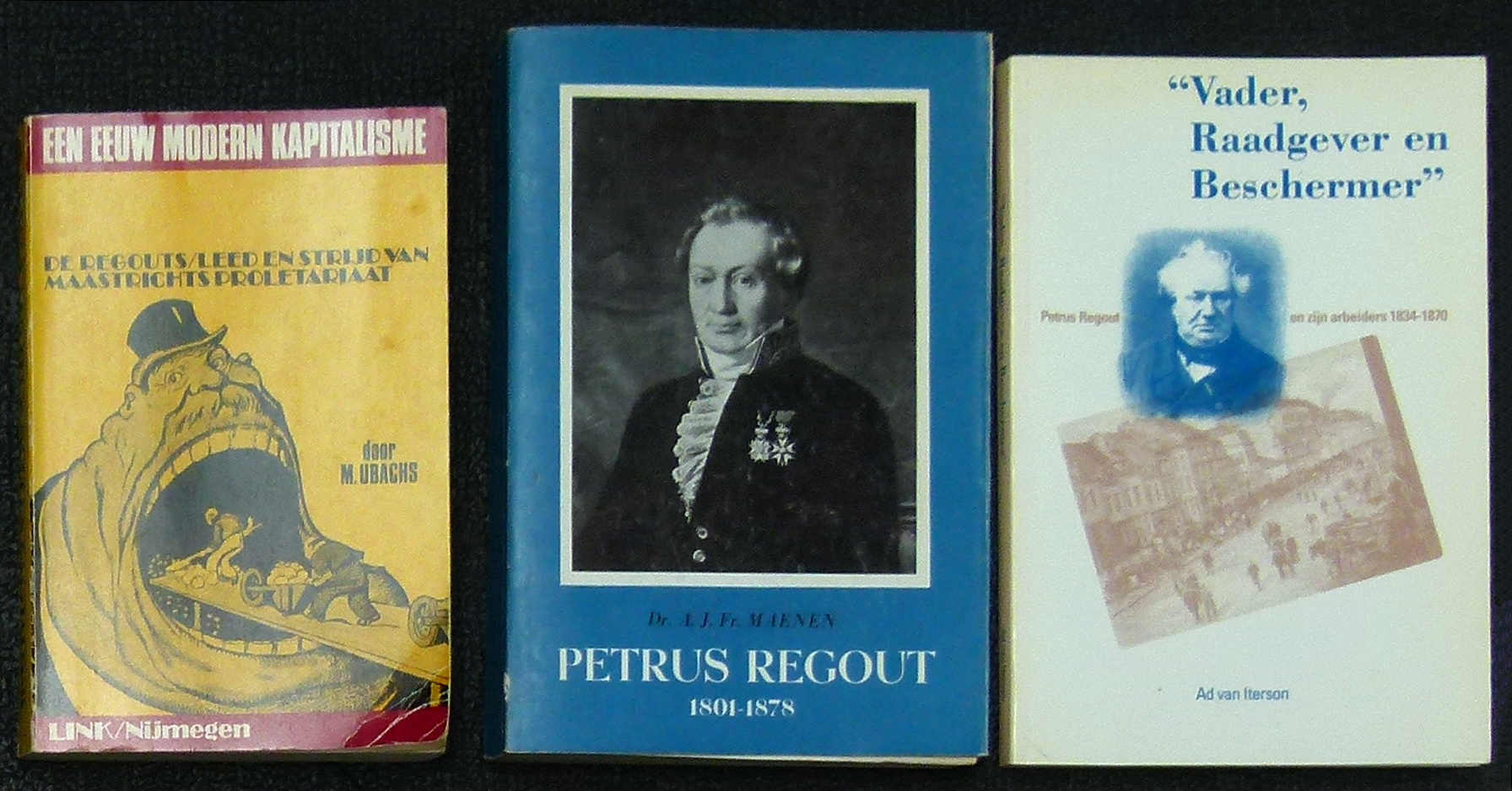
Biografieën van Petrus Regout: Ubachs (1934), Maenen (1959) en Van Iterson (1992)

Het bedrijf heeft getracht het inktzwarte beeld bij te stellen, niet zozeer vanwege de besmeurde reputatie en persoon van de oprichter, maar omdat veel Maastrichtse arbeiders in de twintigste eeuw vanwege de negatieve publiciteit naar de mijnen trokken, in plaats van een baan in de aardewerkindustrie te ambiëren. In 1959 verscheen naast een jubileumboek tevens het proefschrift van A. Maenen, waarin Petrus Regout gerehabiliteerd naar voren kwam als onder meer een voorstander van sociale wetgeving. Het feit dat het onderzoek was gefinancierd door de NV De Sphinx, heeft in sommige kringen geleid tot twijfels over de betrouwbaarheid van het eindresultaat, vanwege een vermeende afhankelijkheid van de onderzoeker van het bedrijf, waardoor zijn integriteit als wetenschapper zou zijn geschaad.
Geheel afgezien daarvan heeft Maenen echter een grote hoeveelheid feiten kunnen documenteren. Een ervan is, dat Petrus Regout heeft geprobeerd om arbeid door al te jonge kinderen in zijn fabrieken tegen te gaan door het instellen van een minimum leeftijd. Reeds in januari 1870, vier (4) jaar voor de invoering in 1874 van het door de Tweede Kamer volledig uitgeklede Kinderwetje van Van Houten, verbood hij zijn personeel kinderen onder de twaalf jaar aan te nemen. Het dagblad Mercurius van 29 januari 1870 nam een vermelding hiervan over uit de Courrier de la Meuse: "De heer Regout te Maastricht (heeft) het besluit genomen om geen kinderen meer in zijne fabriek op te nemen die hunne eerste Heilige Communie nog niet gedaan hebben." Toentertijd deed men de Eerste Communie op twaalfjarige leeftijd. De Courrier vervolgde: "Wij juichen dit voor ouders en kinderen zoo belangrijk besluit van ganscher harte toe en hopen dat dit voorbeeld in de verschillende steden van ons rijk navolging zal vinden." Omdat in Maastricht geen van de andere grote werkgevers, zoals de Société Céramique en de papierfabriek van Lhoëst, hier iets voor voelden zolang de twaalfjarige leeftijd niet verplicht werd gesteld door de overheid, heeft Regout dit initiatief na zes maanden vanwege de oneerlijke concurrentie terug moeten draaien. Het is mogelijk dat ook de in die tijd spelende bedrijfsoverdracht aan zijn liberaal gezinde zonen hierin een rol heeft gespeeld.
Volgens Maenen heeft Regout ook gepleit voor de invoering van een leerplichtwet. Personeel dat kon lezen, schrijven en rekenen had uiteindelijk immers een meerwaarde voor de fabriek. Een landelijke leerplichtwet zou er echter pas in 1901 komen. Maenen wijst er tevens op, dat de Maastrichtse arbeiders onder Petrus (I) Regout 25 tot 30 procent meer betaald kregen dan bijvoorbeeld hun collega's in de Noord-Limburgse aardewerkbedrijven. Dat argument lijkt echter wat zwak, omdat de kosten van levensonderhoud daar mogelijk lager waren dan in Maastricht. Het eindresultaat moet dus min of meer gelijk gebleven zijn. Maar het toont wel aan, dat de lonen tijdens het bewind van Petrus (I) Regout toen althans marktconform waren; ze waren niet lager dan elders.

## Vaeshartelt: koninklijk jachtslot en villa voor de paus

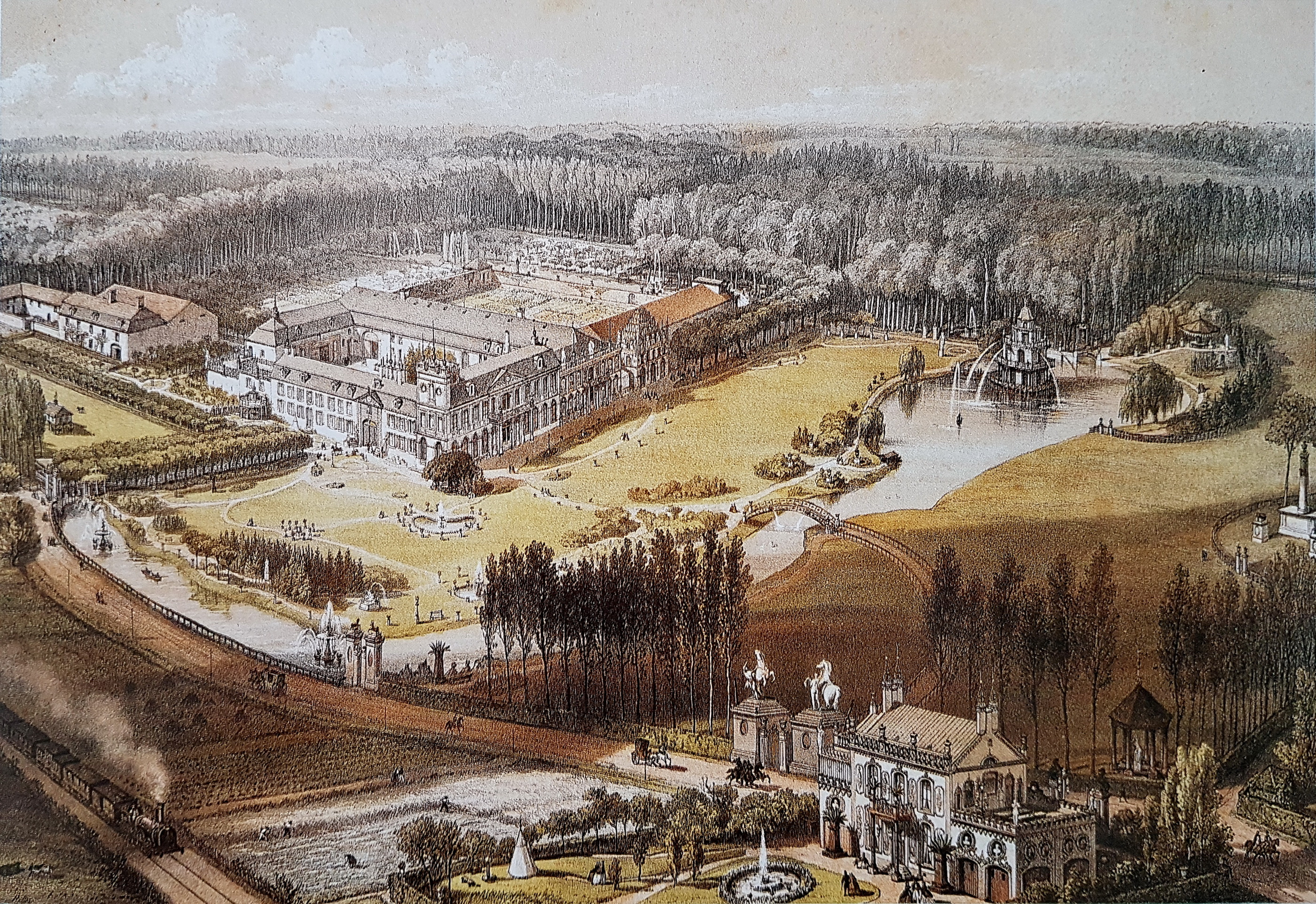
Vaeshartelt en omgeving in het Album dédié à mes enfants et mes amis (1868)

In 1841 kocht Regout als gevolmachtigde in opdracht van koning Willem II het kasteel Vaeshartelt, toentertijd gelegen in de gemeente Meerssen, nu gemeente Maastricht. Het 118 hectare grote landgoed was bedoeld als jachtslot voor de koning, die er echter slechts enkele keren gebruik van maakte. In 1851, na het overlijden van de vorst, kocht Petrus Regout het landgoed voor zichzelf uit de koninklijke boedel en gebruikte het aanvankelijk als buitenverblijf, vanaf 1863 ook als meer vaste verblijfplaats. Regout was een ultramontaans katholiek, een stroming binnen het katholicisme die grote betekenis hechtte aan het gezag van de paus in Rome. Toen de strijd om de Kerkelijke Staat paus Pius IX na acht jaar steeds verder in het nauw bracht, bood hij in 1868 het landgoed aan de paus aan als vluchthaven. Zover is het niet gekomen. Pius IX raakte met de val van Rome in september 1870 weliswaar het laatste restje van de Kerkelijke Staat kwijt, maar verkoos in Vaticaanstad te blijven, zijn kleine wereldlijke enclave in het centrum van Rome.

## Nalatenschap

### Producten
De fabrieken van Petrus Regout, vanaf 1879 Petrus Regout & Co. en vanaf 1899 N.V. De Sphinx v/h Petrus Regout & Co. geheten, groeiden uit tot een van de grootste kristal-, glas- en aardwerkproducenten ter wereld. Met zijn meer dan vier meter hoge kristallen kandelabers op koperen voet, waarvan koning Willem II er verschillende kocht voor zijn paleis in Den Haag, en een aantal andere producten won hij medailles op tentoonstellingen in binnen- en buitenland. Maastrichts aardewerk van Petrus Regout & Co. en De Sphinx is heden ten dage een populair verzamelaarsobject en bevindt zich tevens in museale verzamelingen, o.a. Centre Céramique, Bonnefantenmuseum en Museum aan het Vrijthof in Maastricht, Discovery Center Continium in Kerkrade, Keramiekmuseum Princessehof in Leeuwarden en Rijksmuseum Amsterdam. Van het glas en kristal dat door de fabrieken van Regout werd geproduceerd, is veel minder bewaard gebleven. Na de Tweede Wereldoorlog produceerde het bedrijf voornamelijk sanitair.

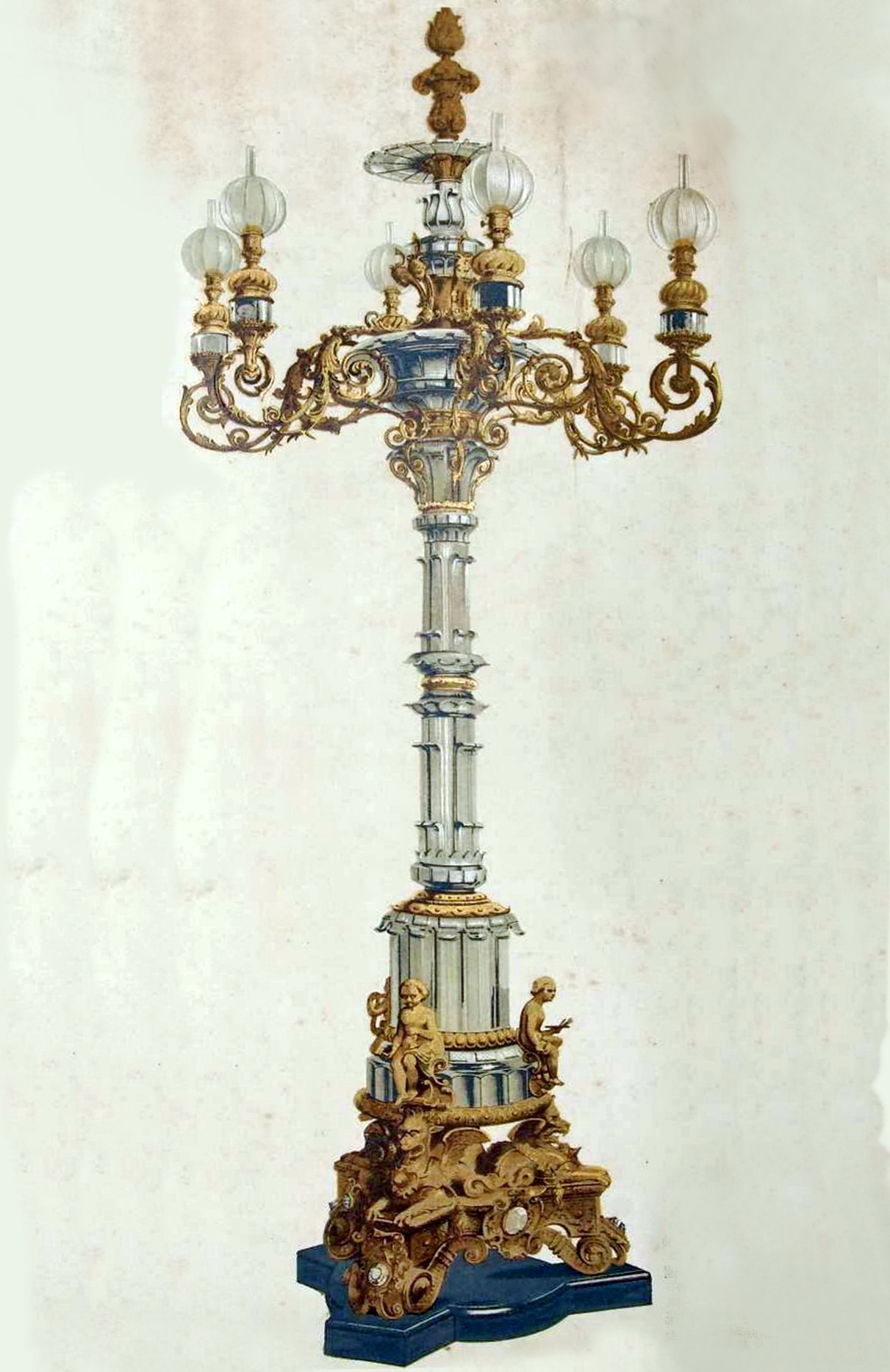
Ruim vier meter hoge kristallen kandelaber uit 1842
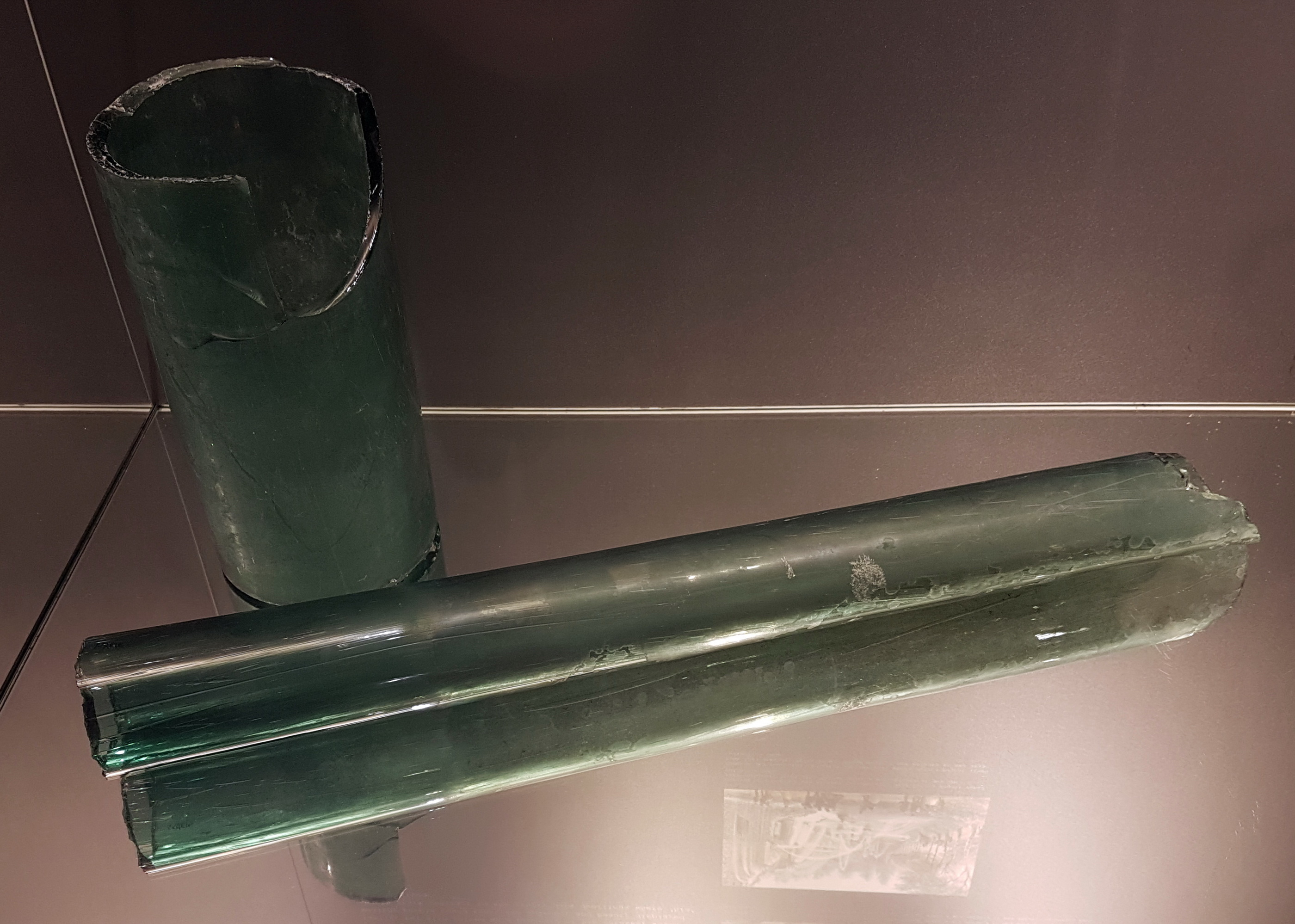
Glazen gasbuizen, ca. 1850
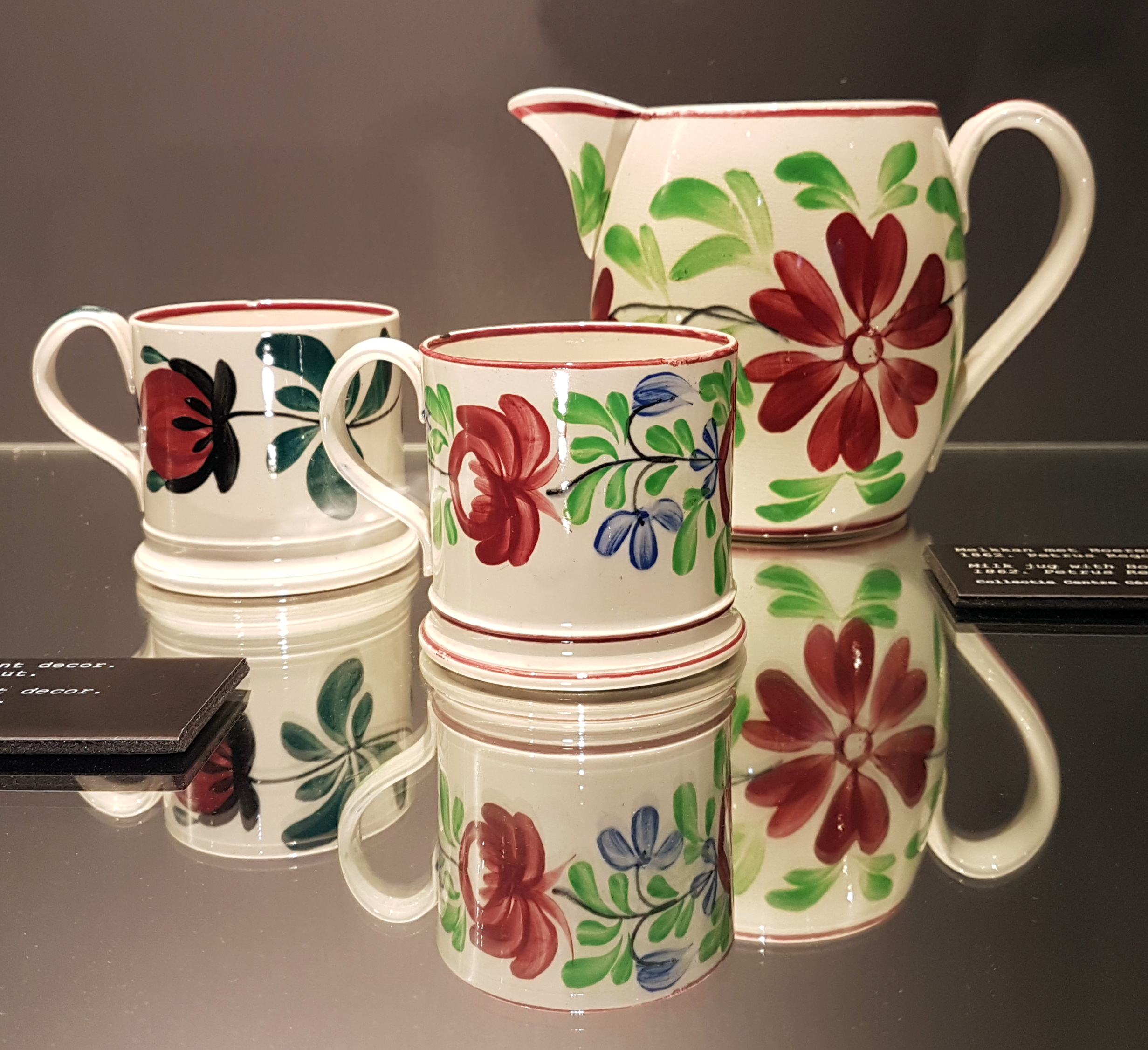
Boerenbont melkkan en mokken, 1862
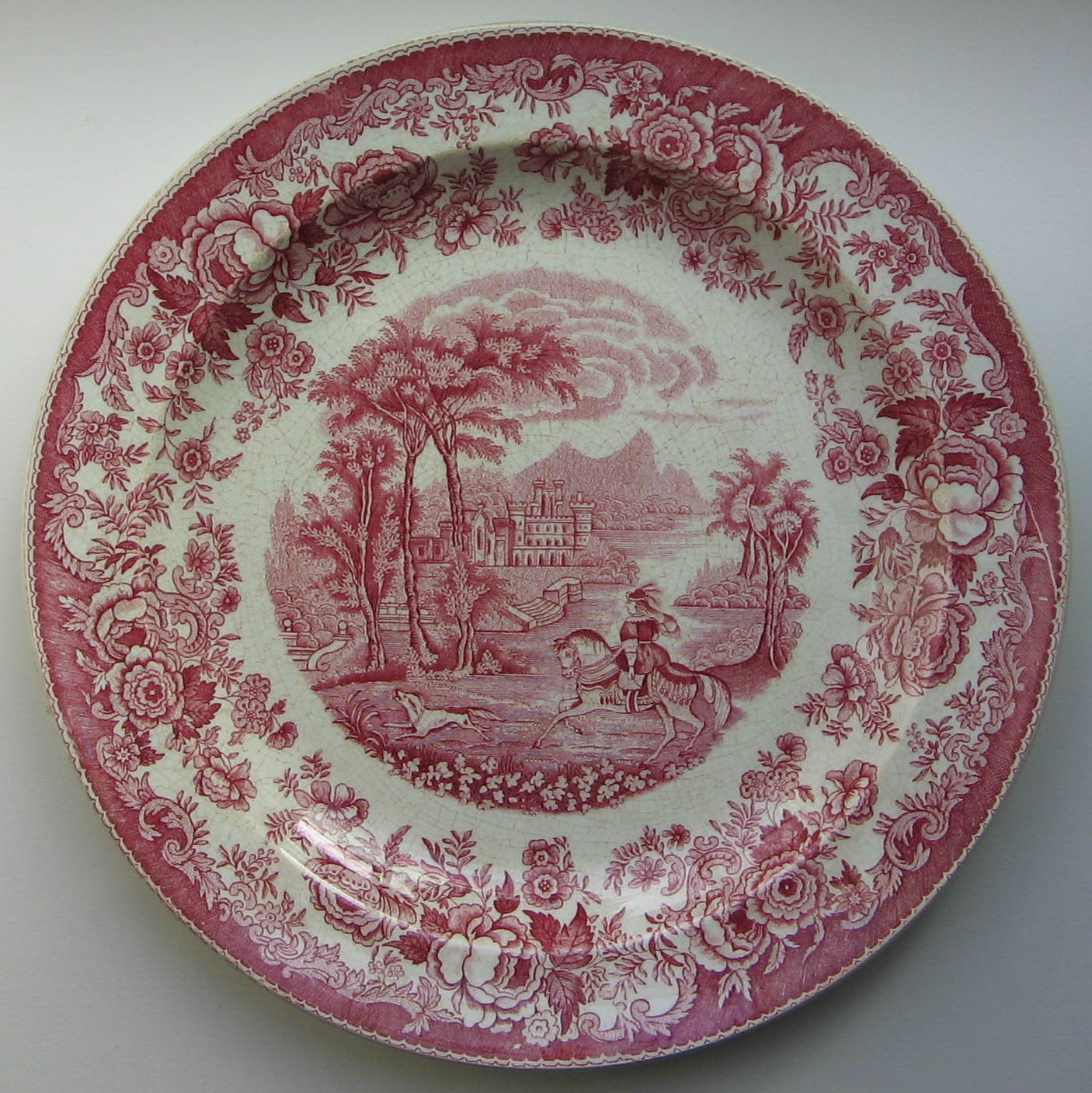
English-ware bord met decor Amazone, 1862-'80

### Fabrieksgebouwen

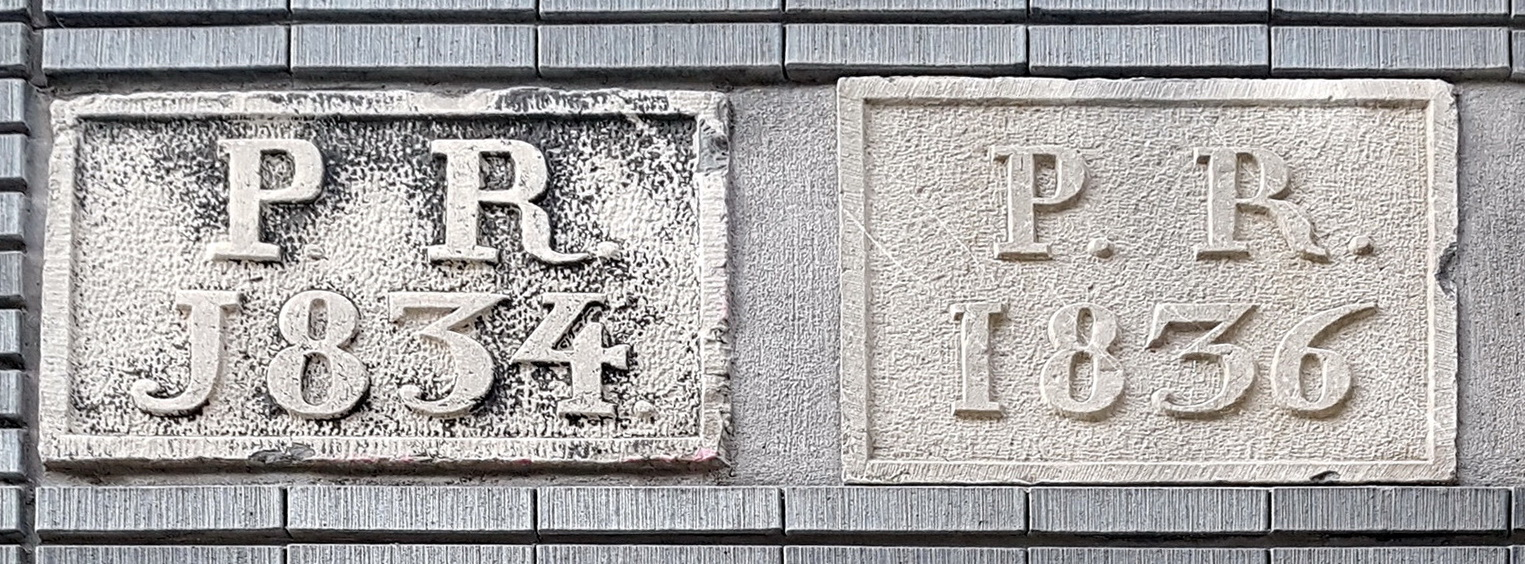
Gevelstenen P.R. (Petrus Regout), 1834/36

Bij zijn overlijden besloegen de fabrieken van Regout bijna tien hectare in het stadscentrum van Maastricht, met ongeveer 70 gebouwen, waaronder de kristalslijperij, de glasblazerij, de aardewerkfabriek met bijbehorende ovens en de gasfabriek. Vrijwel alle industriële bouwwerken uit die tijd zijn in de loop der jaren gesloopt en vervangen door nieuwbouw. Alleen de fabriekspoort aan de Boschstraat, de zogenaamde Penitentenpoort, en het woonhuis op nr. 45 (uit 1863) zijn overgebleven. Het cluster industriële monumenten dat tegenwoordig het noordwestelijk deel van het Maastrichtse centrum beheerst, dateert uit de tijd ná het terugtreden van Petrus Regout omstreeks 1870. Daaronder bevinden zich de fabrieksmuur (1873?), de Mouleurs-gebouwen (1875), het gebouwencomplex van de Timmerfabriek (1905-11) en het Eiffelgebouw (1928-41).
In 2006 verhuisde de Sphinx-fabriek van de noordrand van het Maastrichtse stadscentrum naar de Beatrixhaven, waarmee een einde kwam aan ruim 170 jaar industriële bedrijvigheid aan de Boschstraat. Drie jaar later sloot ook de fabriek in de Beatrixhaven. De naam "Sphinx" leefde daarna nog enkele jaren voort als een van de vele merknamen van de Zwitserse multinational Geberit.

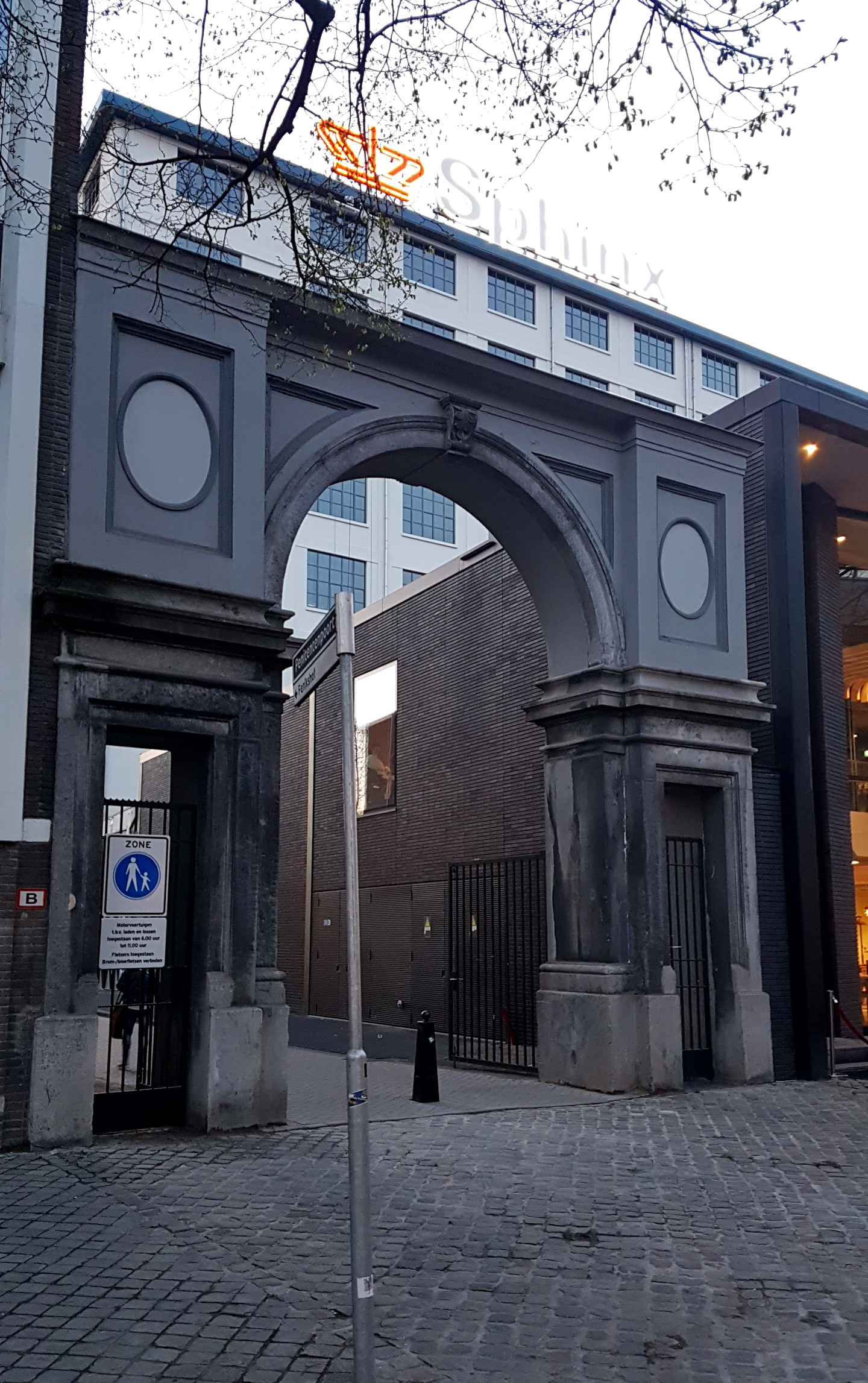
Fabriekspoort (Penitentenpoort), ca. 1860
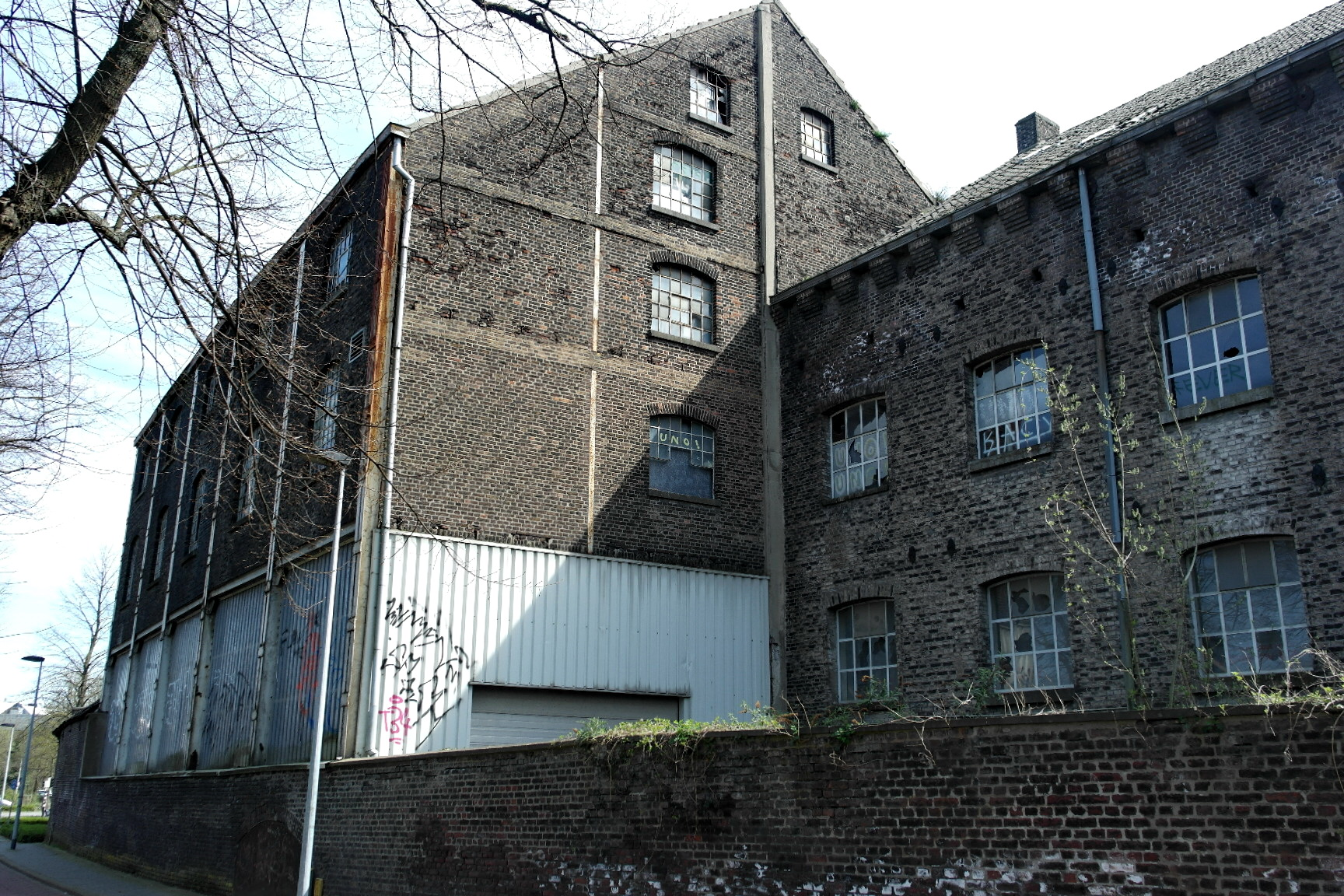
Fabrieksmuur, Kop van de Sphinx en Mouleurs
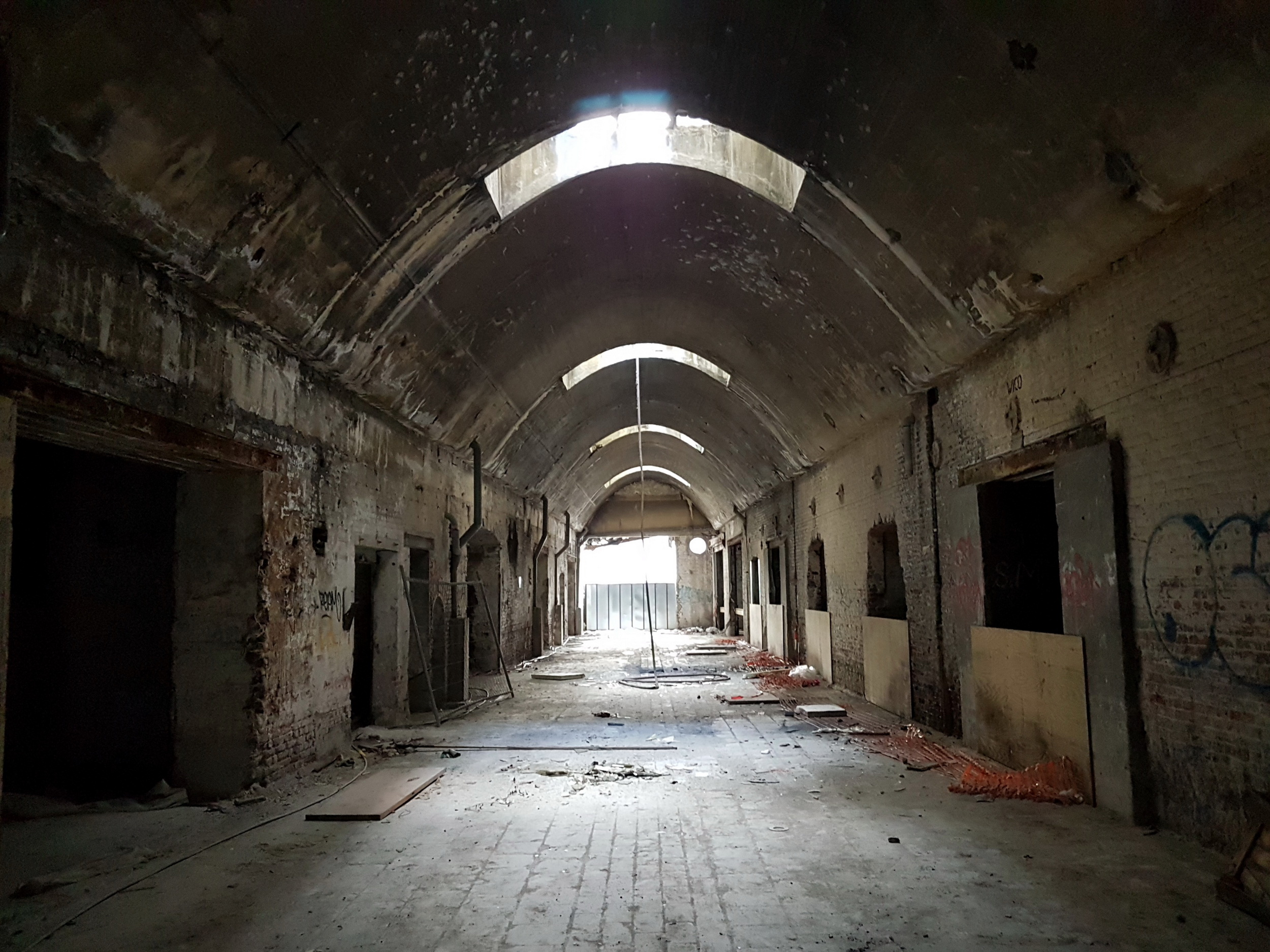
Tunnel tussen Molengebouw en Sanitairfabriek
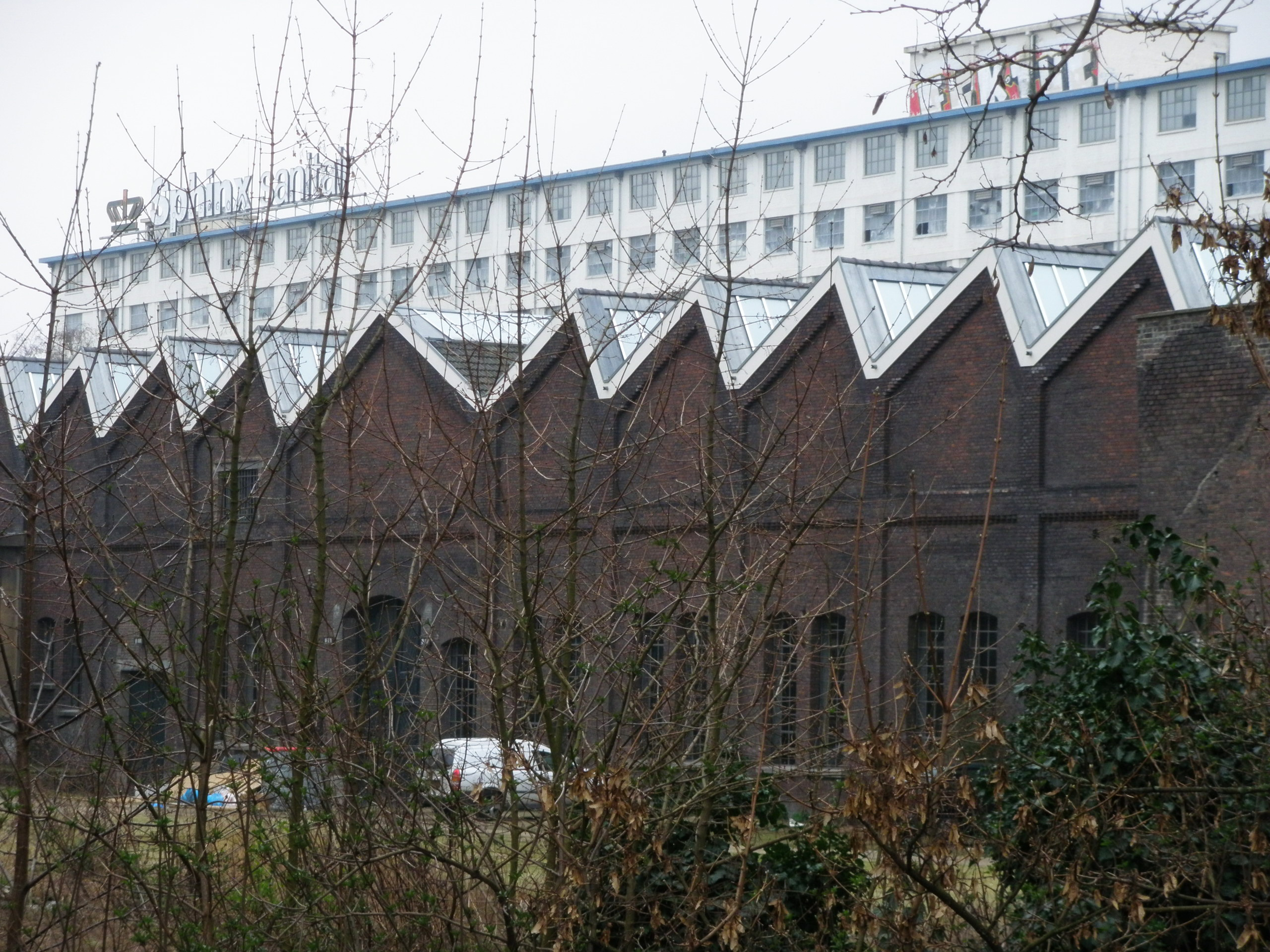
Sheddaken Timmerfabriek en Eiffelgebouw

### Kastelen en villa's; familiegraf

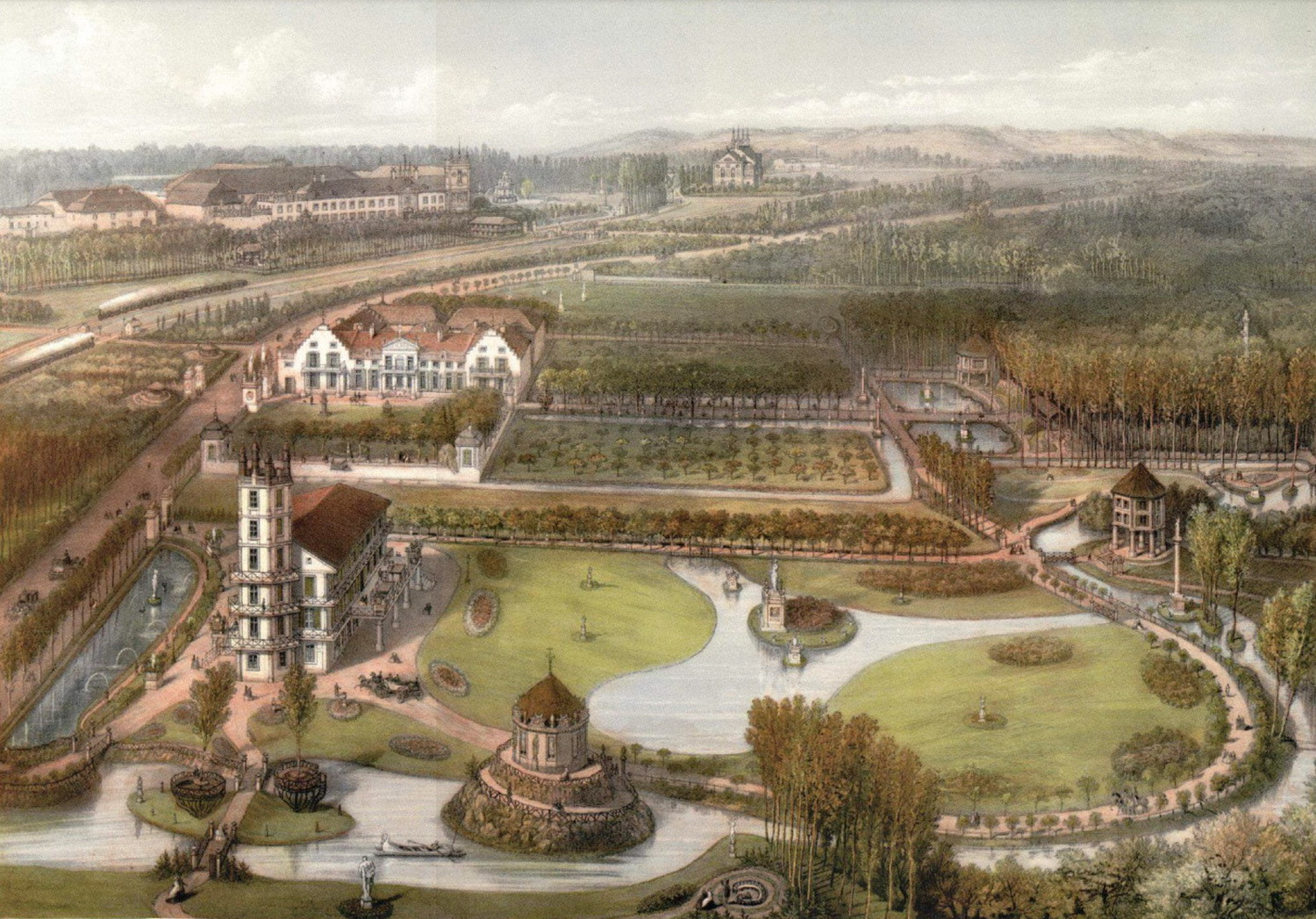
La Petite Suisse (voorgrond), daarachter La Grande Suisse en op de achtergrond Vaeshartelt in het Album dedié a mes amis et mes enfants, ca. 1863

In de omgeving van Maastricht zijn verschillende kastelen en villa's te vinden, die ooit in het bezit waren van Petrus Regout, of van een van zijn nazaten. Enkele daarvan, zoals Vaeshartelt en La Petite Suisse, groeiden uit tot ware lusthoven. Zijn eerste huis buiten de stad schijnt de Villa Canne op Sint Pieter te zijn geweest. Regout bouwde het huis omstreeks 1850, als op ruime afstand van de stad, in het landelijke Jekerdal gelegen steunpunt bij zijn vernismaalderij in de Nekummermolen. In 1851 kocht hij kasteel Vaeshartelt aan (zie hierboven), het buitenhuis waar hij vanaf 1870 de laatste jaren van zijn leven zou doorbrengen met zijn echtgenote, zijn jongste zoon Gustave en diens gezin. In 1862 volgde het landgoed De Kanjel in de buurtschap Mariënwaard, waar hij het kasteelachtige buitenhuis vergrootte en omdoopte in La Grande Suisse (in 1875, nog tijdens zijn leven, verkocht aan een Duitse kloostergemeenschap) en het genoemde maison de plaisance La Petite Suisse, dat in feite een hotel-restaurant was.
Er is wel beweerd, dat Petrus en Aldegonda Regout het tot hun streven hadden gemaakt aan elk van hun overlevende kinderen een fraaie villa of kasteeltje na te laten, maar correct is dat niet. Wel lieten zij hen financieel in zeer goeden doen achter, zodat zij indien gewenst hun eigen buitenhuis konden verwerven. Van de bestaande bezittingen erfde de oudste zoon Pierre de in het Jekerdal (toen gemeente Sint Pieter) gelegen Villa Canne. De jongste zoon Gustave, die met zijn gezin sinds 1870 op Vaeshartelt had ingewoond bij zijn ouders en hun laatste levensjaren voor hen zorgde, erfde dat buitenhuis, toen gemeente Meerssen. Regouts verweduwde oudste dochter 'Mimi' Weustenraad-Regout bewoonde op dat moment met twee kinderen reeds het nabij gelegen buitenhuis La Petite Suisse, dat zij erfde en in 1880, twee jaar na het overlijden van haar vader, grondig liet verbouwen en omdoopte tot Villa Kanjel, naar het riviertje Kanjel, dat over het terrein loopt. Slechts drie van de eind 1878 nog levende zeven kinderen erfden dus rechtstreeks een buitenhuis.
Het merendeel van de zogenaamde Regout-villa's en -kastelen is verworven na 1878. De bouw of aankoop ervan dateert soms van lang ná het overlijden van de stamvader.
In 1879 gaf Eugène Regout, de derde zoon, opdracht tot het bouwen van de villa Wyckerveld aan de Meerssenerweg (toen gemeente Meerssen). In 1897 kocht hij tevens een landgoed aan dat deels gelegen was aan de Scharnerweg (toen gemeente Amby) en (ver)bouwde het woonhuis tot villa Aldegonda.
De villa Kruisdonk is in 1880 gebouwd door Regouts vierde zoon Louis, op grond die oorspronkelijk deel uitmaakte van het landgoed Vaeshartelt.
Kasteel Meerssenhoven is evenmin ooit in het bezit geweest van Petrus Regout; het werd in 1902 aangekocht door zijn vijfde zoon Gustave.
Hoogenweert tenslotte is in 1904 aangekocht door een kleinzoon van Petrus Regout, Petrus (III) Regout.
Naast de Basiliek van Meerssen bevindt zich de uit 1869 daterende grafkelder van de familie Regout, waar onder anderen Petrus (I) en zijn vrouw Aldegonda begraven zijn. Het mausoleum bestaat uit een neogotische grafkapel en een half onderaardse grafkelder met 122 grafnissen.

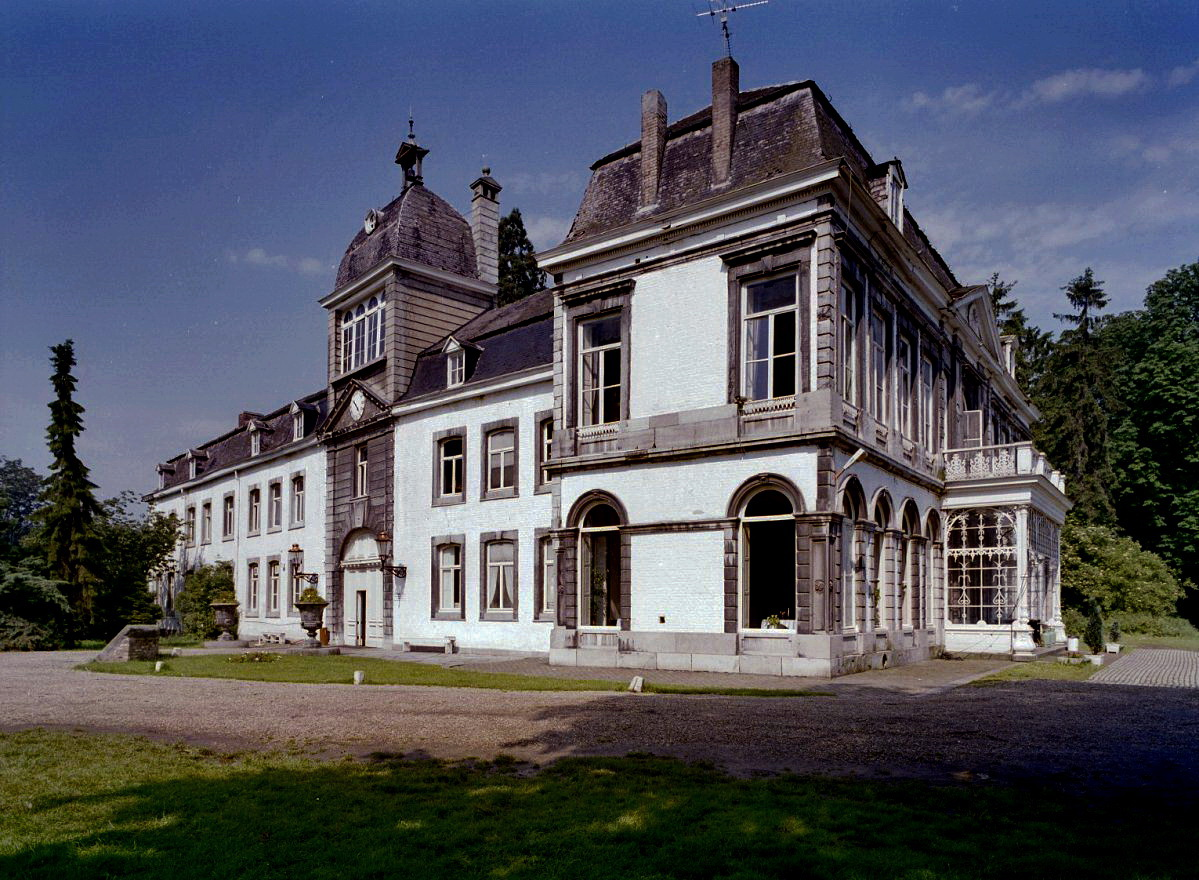
Kasteel Vaeshartelt
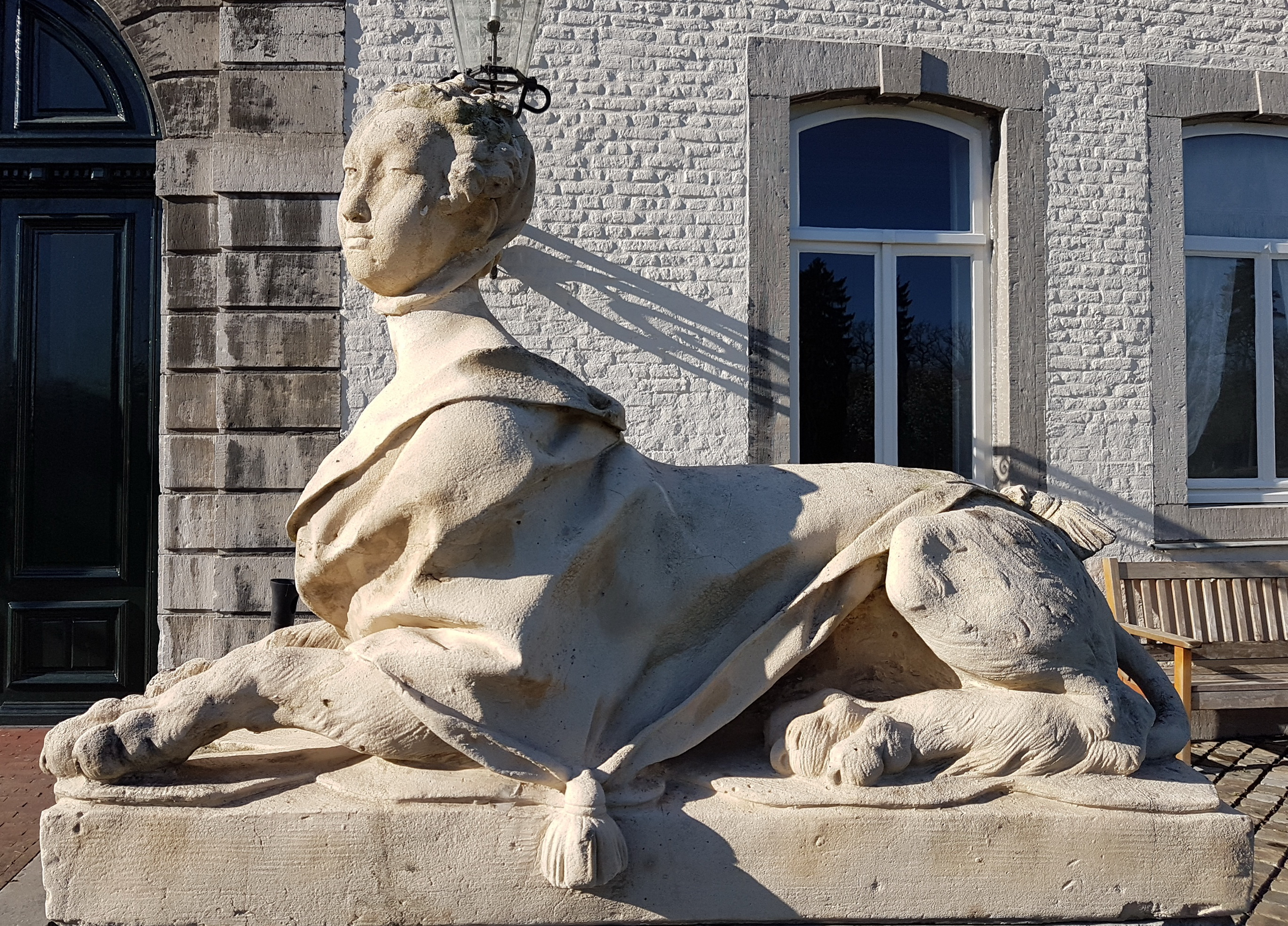
Idem, beeld sfinx
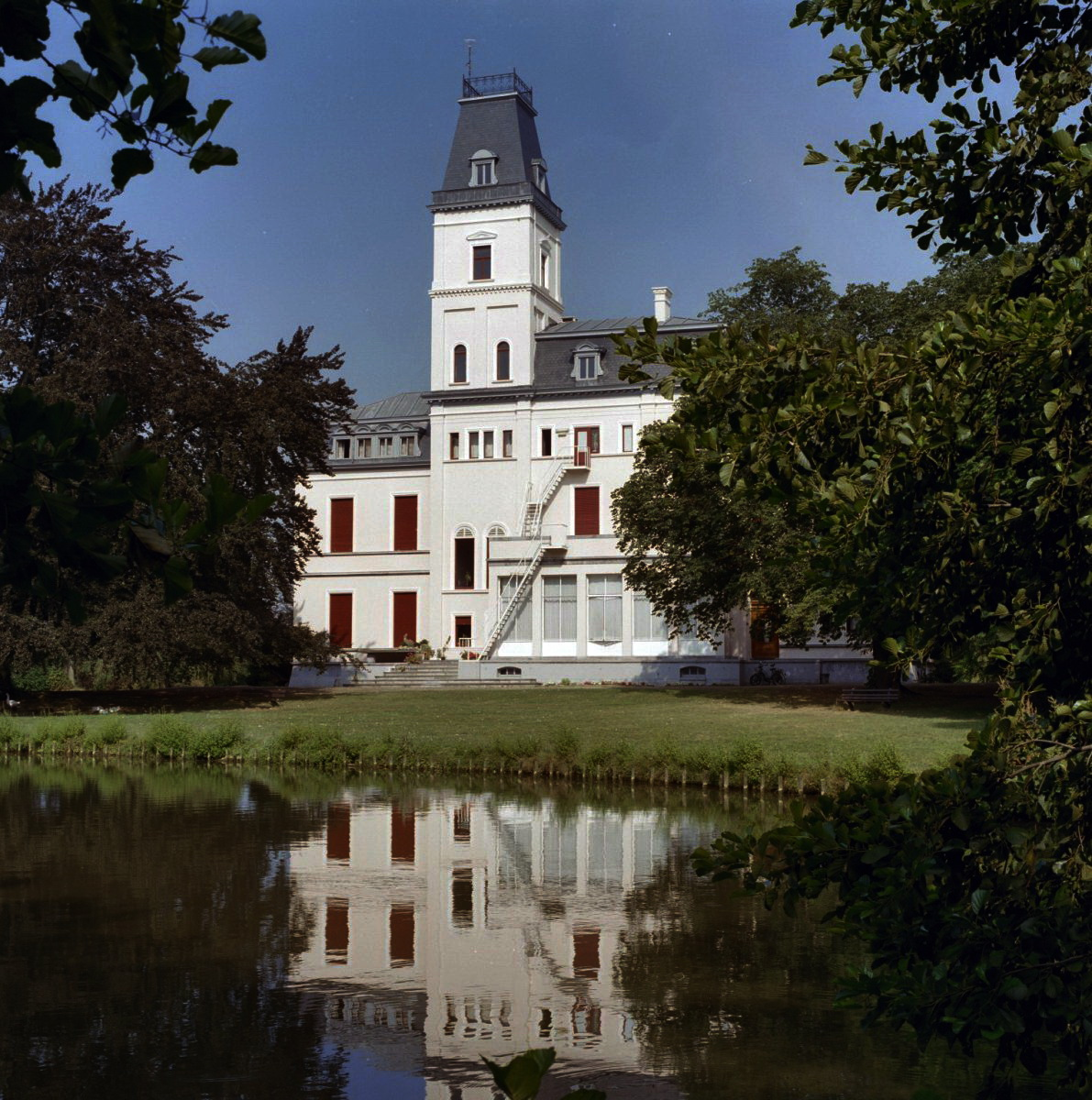
Villa Kanjel
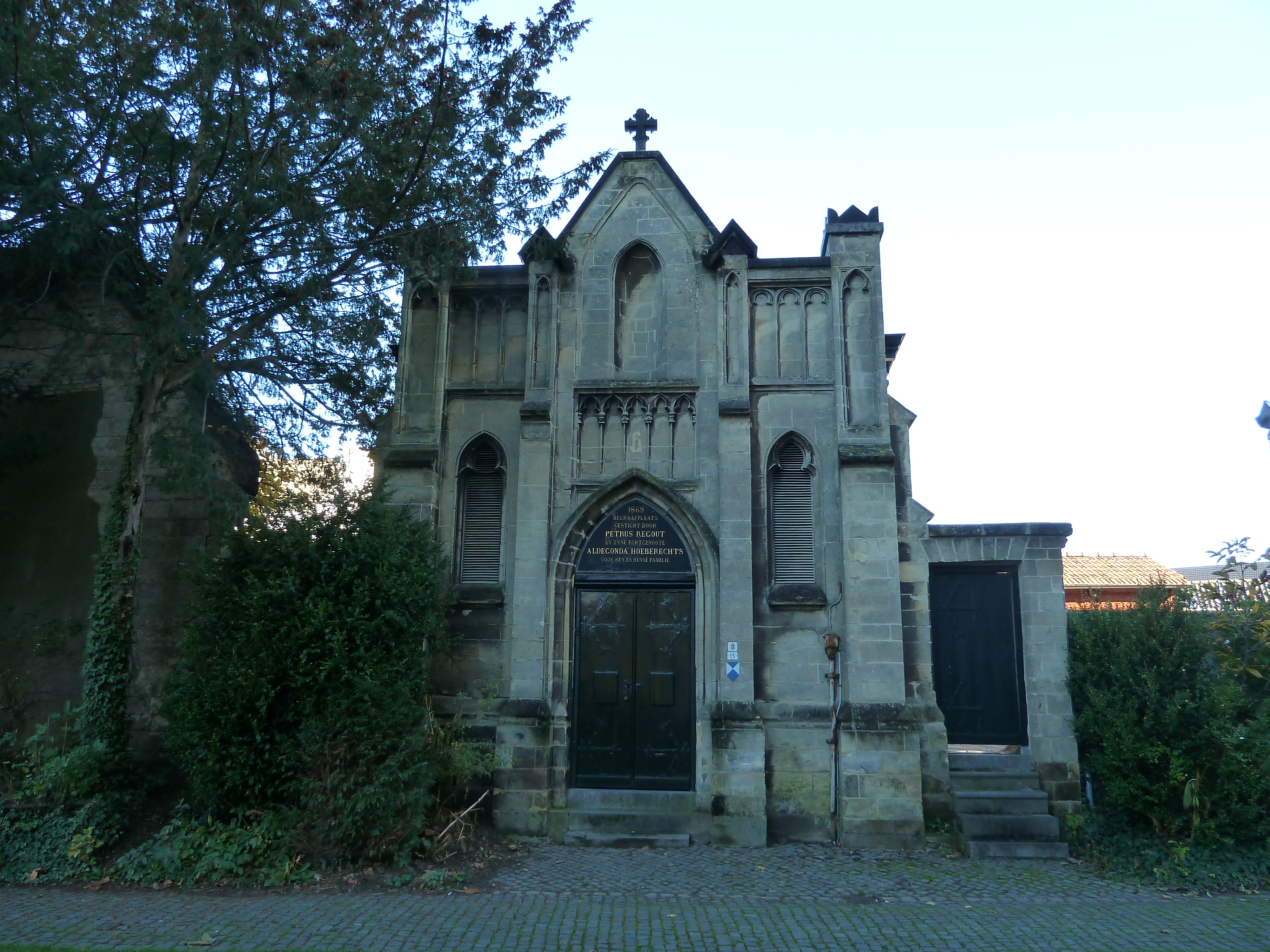
Grafkelder Regout, Meerssen

### Overige nalatenschap, straatnaam, standbeeld
Als katholiek en ultramontaan begunstigde Petrus Regout aan het eind van zijn leven diverse rooms-katholieke doelen. In 1864 verwierf hij enkele antieke geelkoperen kroonluchters, die oorspronkelijk in de Grote of Sint-Laurenskerk in Rotterdam hingen. Hij schonk ze vanwege zijn gouden huwelijk aan de drie parochiekerken van Maastricht (Wyck uitgezonderd): één grote en twee kleinere aan de Sint-Servaas-, één aan de Onze-Lieve-Vrouwe- en één aan de Sint-Matthiaskerk.
In 1872 sponsorde Regout de uitgave Bock & Willemsens Die mittelalterlichen Kunst- und Reliquienschätze zu Maestricht, een publicatie die grote invloed zou hebben op de herwaardering van de middeleeuwse kerkschatten van Maastricht. Er verscheen tevens een Franstalige versie van het boek. Een jaar later ondersteunde hij de restauratie en inrichting van de nieuwe Schatkamer van Sint-Servaas. Op een herinneringsprent ter gelegenheid van de opening van de schatkamer staat hij traditioneel als mecenas afgebeeld. Eveneens in 1872-73 droeg de fabrikant financieel bij aan de restauratie van kerktoren en plafond van de barokke Sint-Gerlachuskerk in Houthem-Sint Gerlach en bekostigde tevens de restauratie van de fresco's in het interieur, door J. Stroucken uit Roermond. Op een wandschildering is, naast Sint-Petrus, in traditionele vormgeving een knielende Petrus Regout als schenker afgebeeld met familiewapen en bijschrift. Vijfentwintig in Luik door de firma Nagant vervaardigde Remington 5675 geweren, moderne achterladers voorzien van bajonetten, werden door Petrus Regout in oktober 1869 aan paus Pius IX geschonken. Ze waren bestemd voor de pauselijke gendarmerie. Verschillende ervan bevinden zich nu in diverse wapencollecties. De geweren vertonen het familiewapen en een inscriptie.
In 2007 schreef Erik-Ward Geerlings een toneelstuk over het leven van Petrus Regout. Theatergroep Het Vervolg speelde de voorstelling op locatie in een fabriekshal van Koninklijke Sphinx, onder regie van Hans Trentelman en met acteur Hans van Leipsig in de titelrol.
Vanwege zijn besmette reputatie duurde het lang voordat er in Maastricht een straat werd vernoemd naar Petrus Regout. In 2008, 130 jaar na zijn dood, besloot de Maastrichtse straatnamencommissie het plein tussen het Eiffelgebouw en de 'Mouleurs' in het nieuwe Sphinxkwartier naar hem te vernoemen. Regout-straten zijn tevens te vinden in Roermond, Weert, Nijmegen, Tilburg en Schiedam, maar het betreft daarbij nazaten van Petrus (I) Regout.
Het in 1905 bij een historische optocht meegevoerde gipsen standbeeld, dat later in een nis in de toonzaal van de Timmerfabriek werd geplaatst, bevindt zich thans in het Discovery Center Continium in Kerkrade. Het bronzen standbeeld dat in 1965 door Wim van Hoorn werd vervaardigd, staat voor het voormalige kantoor en de fabriekspoort van De Sphinx aan de Boschstraat. Het beeld werd in de tijd van de linkse krakersbeweging diverse malen beklad.

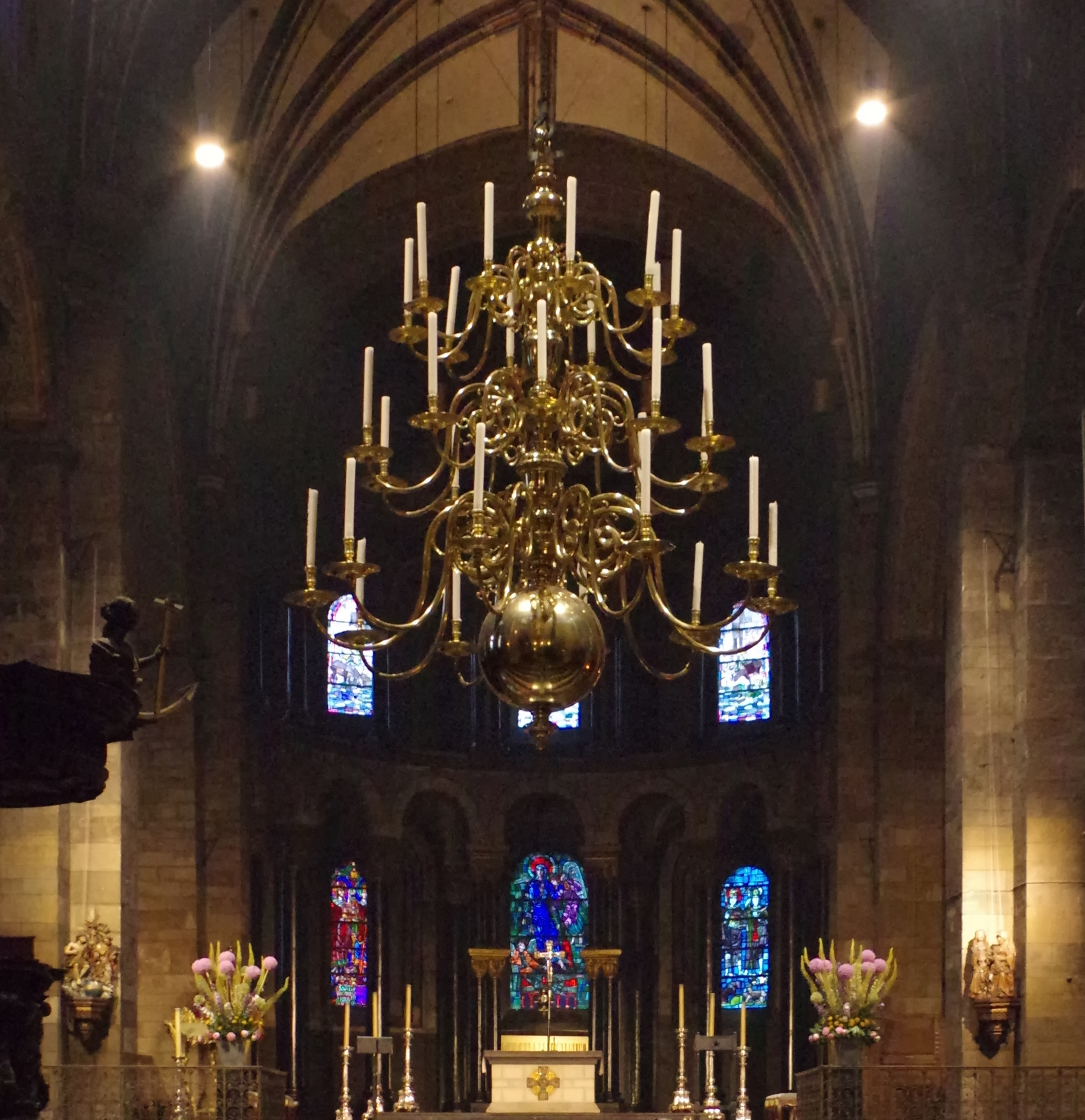
Kaarsenluchter Onze-Lieve-Vrouwebasiliek, 1865
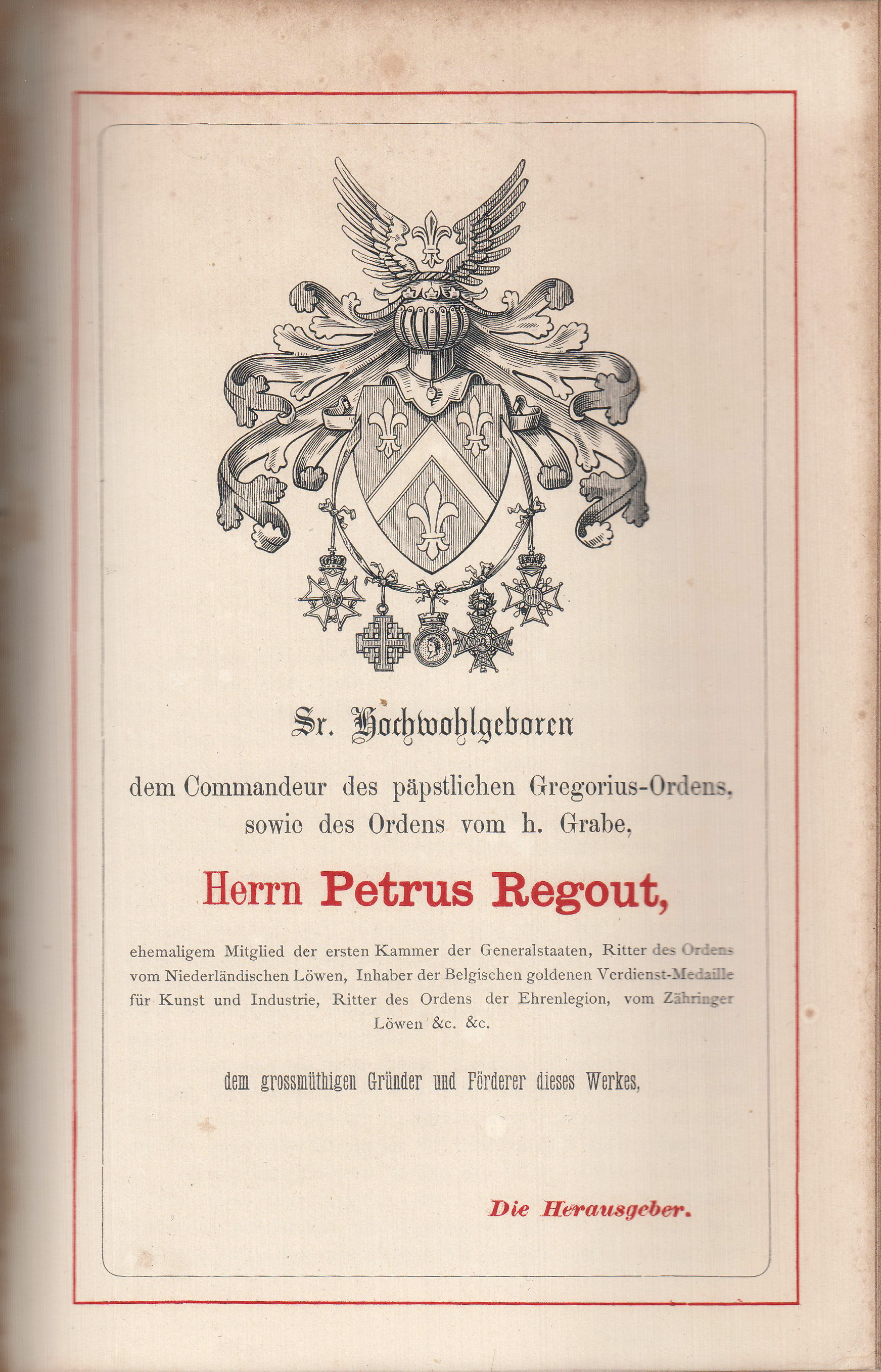
Dankbetuiging in Bock & Willemsens catalogus
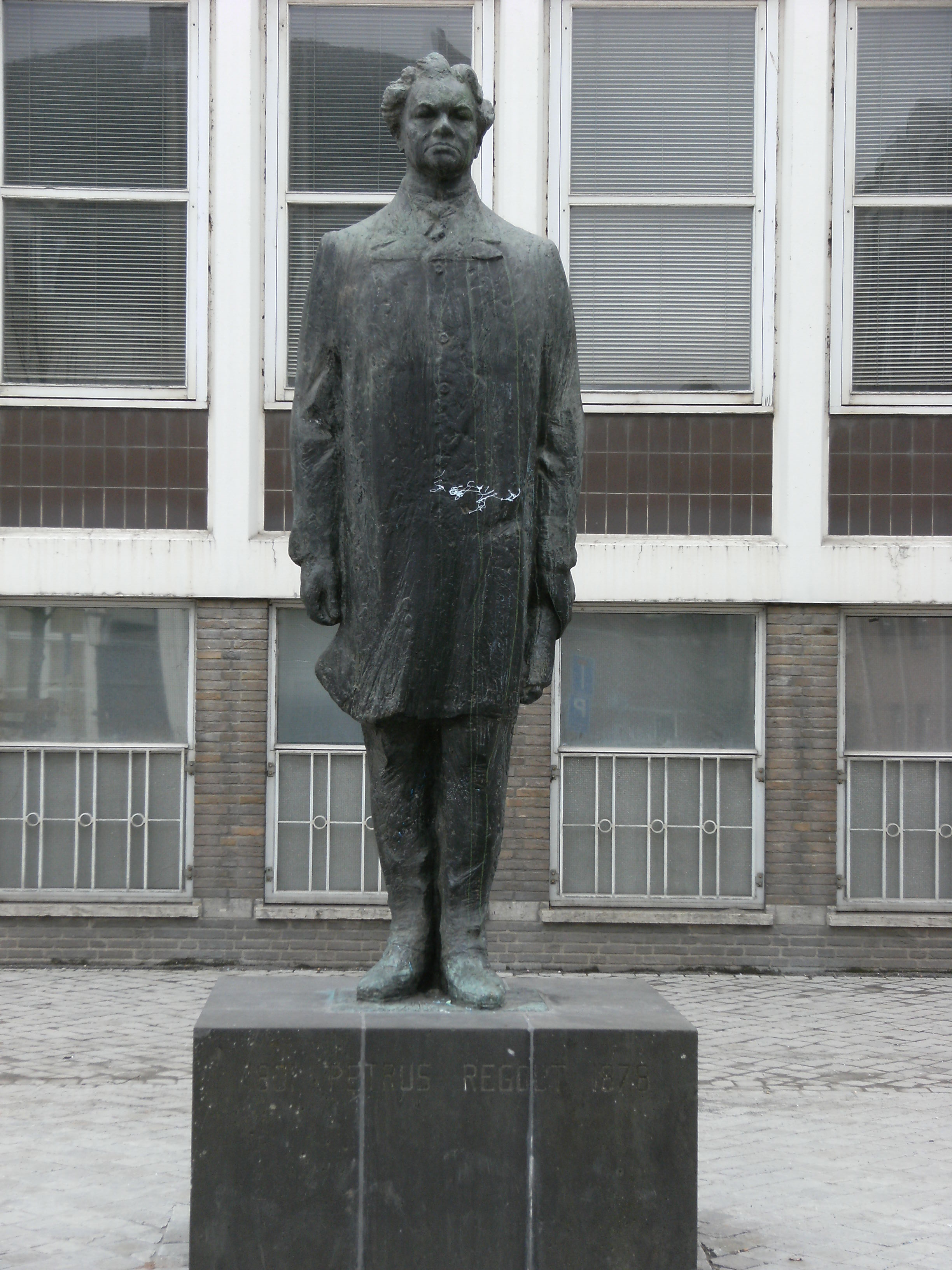
Standbeeld Petrus Regout, Boschstraat (1965)
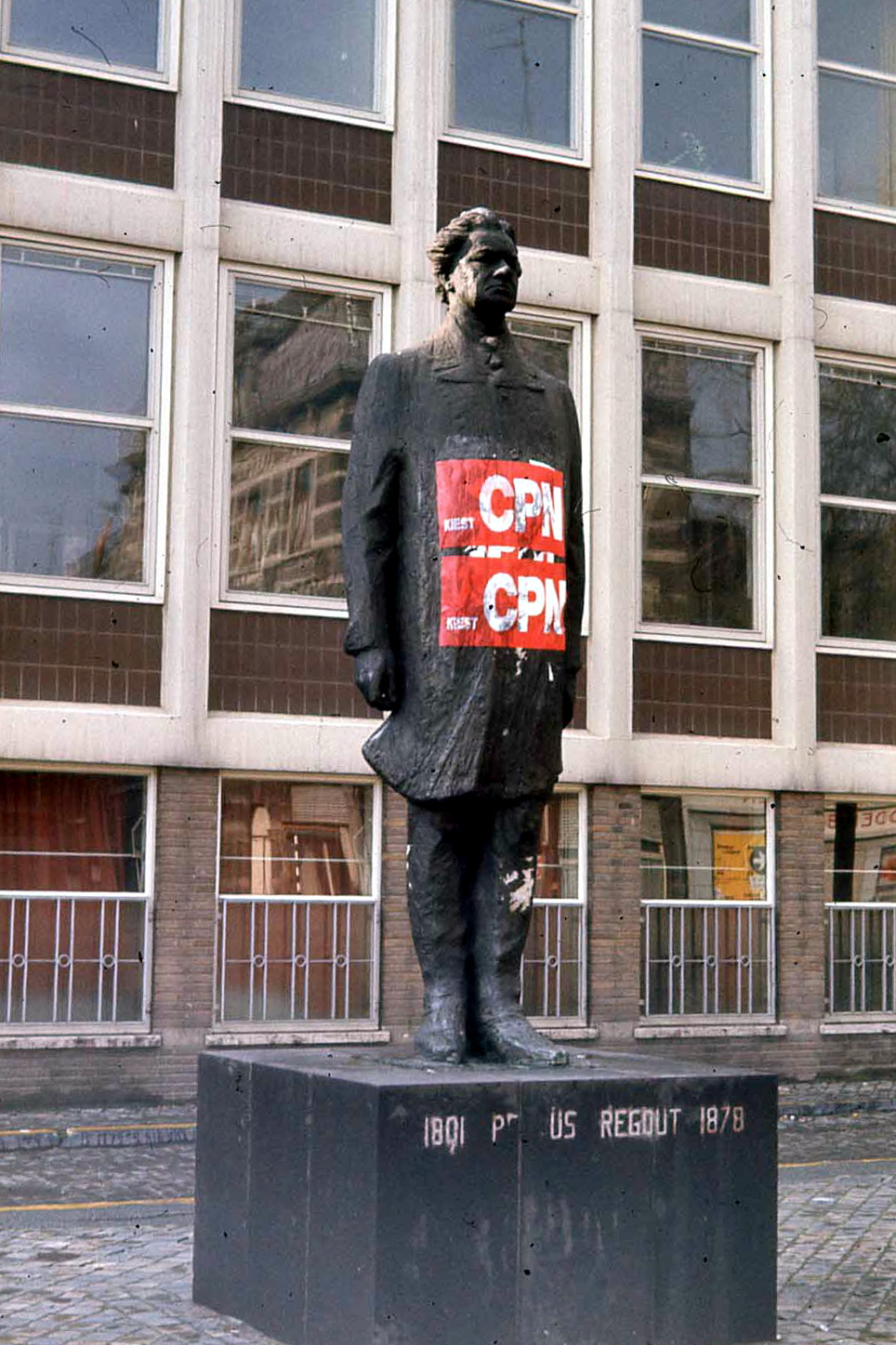
Idem, beplakt met verkiezingsaffiches

## Nakomelingschap
Petrus (Dominicus) Laurentius Regout trouwde op 17 juni 1825 te Maastricht met Maria Aldegonda Hoeberechts (1798-1878), dochter van Franciscus Hoeberechts (1761-1819) en Joanna Margaretha Botti (1768-1847). Het echtpaar kreeg tien kinderen, van wie er één de volwassenheid niet bereikte. Alle vijf zonen namen direct of indirect vooraanstaande posities in in het bedrijf van hun vader, of dat van hun oom Thomas Regout.

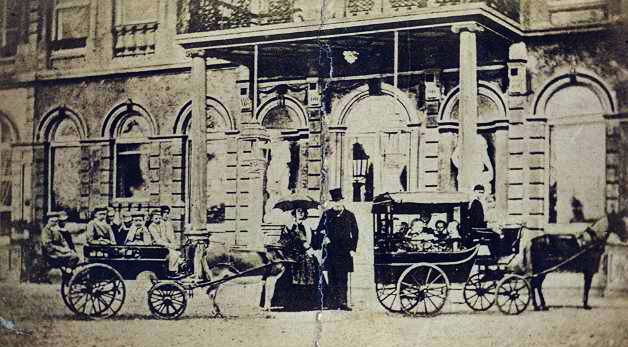
Familiefoto bij kasteel Vaeshartelt. Petrus en Aldegonda te midden van de kleinkinderen (in koetsen), ca. 1865

1. Maria ("Mimi") Gertrudis Hubertine Regout (1826-1898), commissaris C.V. Kristal-, Glas- en Aardewerkfabrieken Petrus Regout & Co., gehuwd met Jean Jacques Adolphe Weustenraad (1813-1859), 4 kinderen, bewoonster van La Petite Suisse, dat zij omdoopte tot Villa Kanjel.
2. Petrus ("Petrus II") Alexander Hubertus Regout (1828-1897), vennoot en directeur C.V. Kristal-, Glas- en Aardewerkfabrieken Petrus Regout & Co., gehuwd met Gertrudis Hubertina Amelia ("Amélie") Polis (1830-1904), 10 kinderen, bewoner Villa Canne
3. Hubert Edouard ("Edouard") Thomas Regout (1829-1878), vennoot C.V. Kristal-, Glas- en Aardewerkfabrieken Petrus Regout & Co., gehuwd met Marie Marguerite "Théodosie" Léontine Kersten (1829-1892), 11 kinderen
4. Eugène Bernard Hubert Regout (1831-1908), vennoot en directeur C.V. Kristal-, Glas- en Aardewerkfabrieken Petrus Regout & Co., vennoot en bestuurder N.V. Maastrichtsche Spijker- en Draadnagelfabriek v/h Thomas Regout, lid Provinciale Staten van Limburg, gehuwd met 1) Caroline Hortense "Victorine" Bonhomme (1831-1861), 4 kinderen, en 2) "Léonie" Hubertine Regout (1837-1906), 8 kinderen, bouwheer en bewoner Villa Wyckerveld
5. Hubert Gérard Louis ("Louis I") Regout (1832-1905), vennoot en directeur C.V. Kristal-, Glas- en Aardewerkfabrieken Petrus Regout & Co., medeoprichter porseleinfabriek Louis R. en Zonen (later Koninklijke Mosa), oprichter glasfabriek Stella (later Kristalunie Maastricht), lid van Provinciale Staten van Limburg, lid Eerste Kamer der Staten-Generaal, gehuwd met Theresia Hubertina ("Thérèse") Berger (1829-1899), 12 kinderen, bouwheer en bewoner Villa Kruisdonk
6. Maria Hubertina Anna "Emilie" Regout (1834-1886), gehuwd met Hubert Joachim Brouwers (1833-1892), burgemeester van Roermond, 5 kinderen, bewoonster Kasteel Nijswiller
7. Hubertus Victor Franciscus Regout (1835-1837)
8. Joséphine Hubertine "Pauline" Regout (1837-1864), gehuwd met Carolus Henricus Gijsbertus Hubertus Leurs (1828-1900), medicus, 8 kinderen
9. Gustave Jean Hubert Regout (1839-1923), vennoot C.V. Kristal-, Glas- en Aardewerkfabrieken Petrus Regout & Co., gehuwd met Marie "Louise" Philippinne Ghislaine Eugenie Pétry (1849-1916), 5 kinderen, bewoner Kasteel Vaeshartelt
10. Wilhelmina Aldegonda Hubertina Regout (1841-1868), ongehuwd